# Liste von Bergen im Harz

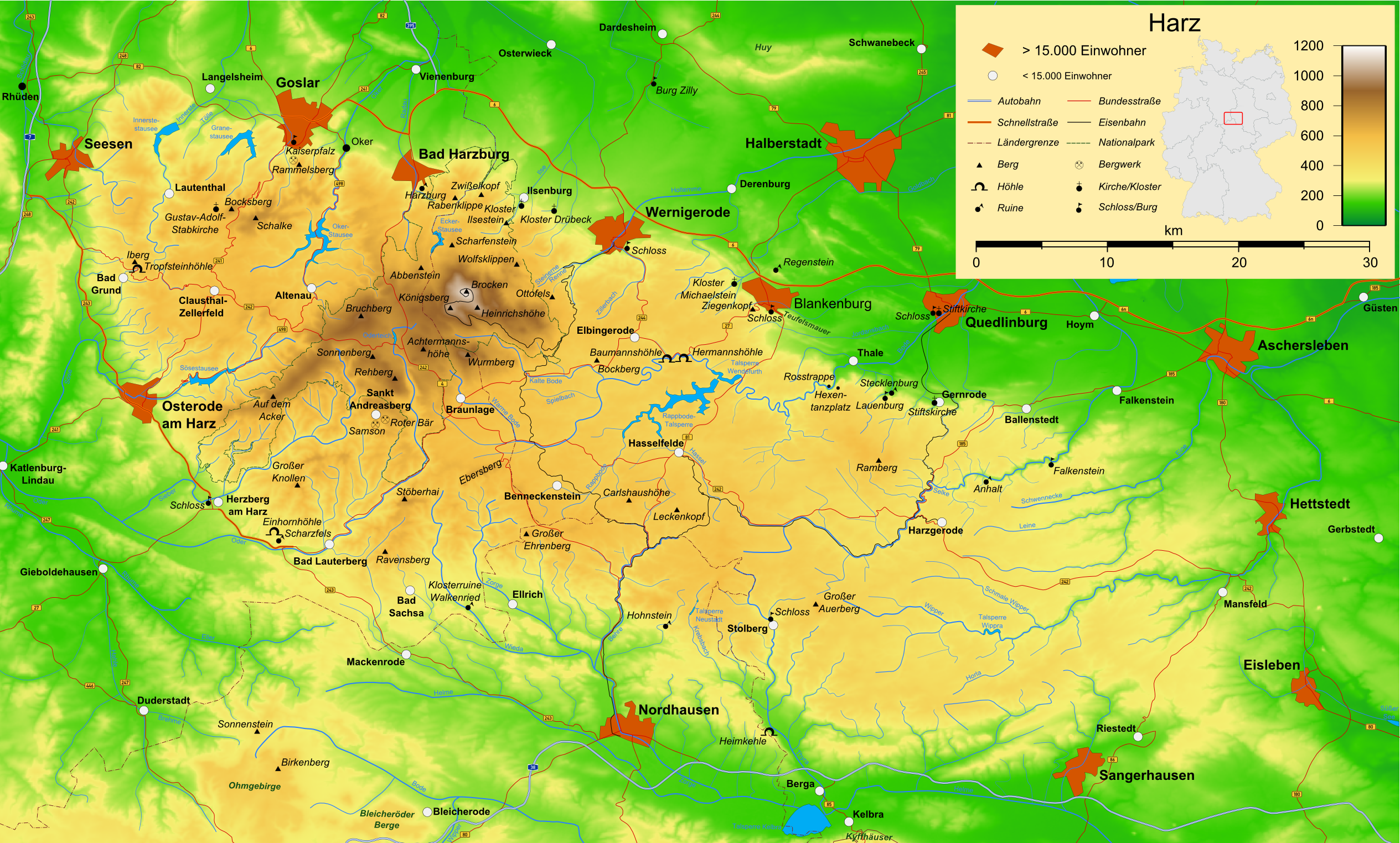
Topografie des Harzes

Die Liste von Bergen im Harz enthält eine Auswahl von Bergen und Erhebungen sowie deren Ausläufern im Harz, einem Mittelgebirge und einer naturräumlichen Haupteinheit (Nr. D37) in den deutschen Ländern Niedersachsen, Sachsen-Anhalt und Thüringen sowie jenen im Nationalpark Harz und in den Naturparks Harz (Niedersachsen), Harz/Sachsen-Anhalt und Südharz. Es sind auch Berge des Biosphärenreservats Karstlandschaft Südharz, der Harz-Landschaften Alter Stolberg, Mansfelder Land, Ramberg und Rüdigsdorfer Schweiz aufgeführt.
→ siehe auch: Harzklippen

## Berge und Erhebungen
Einige Spalten der in der Ausgangsansicht nach Höhe in Meter (m) über Normalhöhennull (NHN; wenn nicht anders angegeben laut BfN) sortierten Tabelle sind durch Klick auf die Symbole bei ihren Überschriften sortierbar. In der Spalte „Berg, Erhebung, Ausläufer“ sind Alternativnamen in Klammern gesetzt, kleingedruckt und kursiv geschrieben. In dieser Spalte stehen bei mehrmals vorkommenden, gleichnamigen Eintragungen kleingedruckt und in Klammern gesetzt zur Unterscheidung jeweils die Ortsnamen.
Die in der Tabelle verwendeten Abkürzungen sind unten erläutert.
| Berg, Erhebung, Ausläufer, (Geo-Koordinaten)                                                              | Höhe (m)                    | Harzteil/Harz- vorlandteil; NLP, NRP       | Lage Ortschaften (bei/zwischen)                                | GG; Land- kreis/e (s. u.) | Land/ Länder (s. u.) | Ort von (Lage in/an: BPR, NSG; Sehenswürdigkeiten; Gewässer/-quellen) | Bild |
| --- | --------------------------- | ------------------------------------------ | -------------------------------------------------------------- | ------------------------- | -------------------- | --- | --- |
| Brocken (Großer Brocken; Blocksberg) (51° 47′ 57″ N, 10° 36′ 56″ O)                                       | 1.141,2                     | Oberharz (Hochharz); NLP Harz, NRP Harz/ST | Ilsenburg, Schierke, Wernigerode                               | HZ                        | ST                   | Brockenbahn, Whs Brockenhotel Brockenhaus (Museum, Café), Brandklippe, Kahle Klippe, Sender Brocken, Wetterstation, Wolkenhäuschen, Ex-Standort zweier Abhöranlagen der UdSSR (GRU) und DDR (MfS); in der Nähe: Q: Ecker, Q: Große Bode, Q: Ilse, Q: Kalte Bode                                     | Blick von Torfhaus zum Brockengipfel |
| Heinrichshöhe (Brocken-Nk) (51° 47′ 22″ N, 10° 37′ 45″ O)                                                 | 1.045                       | Oberharz (Hochharz); NLP Harz, NRP Harz/ST | Ilsenburg, Schierke, Wernigerode                               | HZ                        | ST                   | Brockenbahn (vorbeiführend), Brockenteich, Brockentor-Klippe; Q: Ilse | Brockentor: Klippe auf der Heinrichshöhe |
| Königsberg (Wernigerode); (Brocken-Nk) (51° 47′ 20″ N, 10° 35′ 58″ O)                                     | 1.033,5                     | Oberharz (Hochharz); NLP Harz, NRP Harz/ST | Ilsenburg, Schierke, Wernigerode                               | HZ                        | ST                   | Brockenbahn (vorbeiführend), viele Granitklippen (z. B. Gipfel-, Hirschhorn-, Kanzel-, Schluftkopf-, Stangenklippe); Q: Ecker, Q: Kalte Bode | Blick vom Brocken zum Königsberg |
| Kleiner Brocken (Brocken-Nk) (Wernigerode) (51° 48′ 34″ N, 10° 36′ 25″ O)                                 | 1.018,4                     | Oberharz (Hochharz); NLP Harz, NRP Harz/ST | Ilsenburg, Schierke, Wernigerode                               | HZ                        | ST                   | Q: Morgenbrodsbach | |
| Wurmberg (51° 45′ 24″ N, 10° 37′ 6″ O)                                                                    | 0971,2 0                    | Oberharz (Hochharz); NRP Harz (NI)         | Braunlage                                                      | GS                        | NI                   | Hexentreppe, Wurmbergklippen (Gr. und Kl. Wurmbergklippe), NSG Wurmberg, Whs Wurmbergbaude, Wintersportgebiet (u. a. mit Rodelbahn/ -haus, Skiliften/-pisten, Wurmbergschanzen (mit Aussichtsplattform in der Wurmbergschanze), Wurmbergseilbahn), Ex-Standort eines IC-Aufklärungsturms; Q: Bremke | Blick aus einem Zug der Brockenbahn zum Wurmberg mit der Wurmbergschanze |
| Renneckenberg (51° 47′ 26″ N, 10° 38′ 59″ O)                                                              | 0933 0                      | Oberharz (Hochharz); NLP Harz, NRP Harz/ST | Schierke, Wernigerode                                          | HZ                        | ST                   | Kapellenklippe, Brockenkinderklippe, Zeterklippen; Q: Holtemme, Q: Wormke | Brockenkinderklippe auf dem Renneckenberg |
| Bruchberg (51° 47′ 1″ N, 10° 30′ 0″ O)                                                                    | 0927                        | Oberharz (Hochharz); NLP Harz              | Altenau, Torfhaus                                              | GG-GS; GS                 | NI                   | Okerstein, Skikreuz, Steile Wand, Wolfswarte; Clausthaler Flutgraben, Q: Sieber, Q (nahe): Große Söse | Blick etwa aus Richtung Altenau zum Bruchberg |
| Achtermannshöhe (Achtermann, Uchteneshoge, Uchtenhoch) (51° 45′ 39″ N, 10° 34′ 10″ O)                     | 0924,7 0                    | Oberharz (Hochharz); NLP Harz              | Braunlage, Torfhaus                                            | GG-GS; GS                 | NI                   | Achtermannstor, Breitesteinklippen; Oderteich, Q: Kleine Bode, Q: Oder | Blick vom Rehberg zur Achtermannshöhe mit Gebäuden auf dem Brocken im Hintergrund |
| Großer Winterberg (51° 45′ 38″ N, 10° 37′ 29″ O)                                                          | 0906,4                      | Oberharz (Hochharz); NLP Harz, NRP Harz/ST | Schierke                                                       | HZ                        | ST                   | Q (nahe): Bremke | Blick über den Auslauf der Wurmbergschanze zum Großen Winterberg; der baumlose Streifen links davon zeigt den Verlauf der früheren innerdeutschen Grenze an; hinten rechts Ausläufer von Schierke |
| Hohnekamm (Hohneklippen) (51° 46′ 54″ N, 10° 41′ 39″ O)                                                   | 0900,6                      | Oberharz (Hochharz); NLP Harz, NRP Harz/ST | Schierke, Wernigerode                                          | HZ                        | ST                   | Hohneklippen (Bären-, Grenz-, Höhlen-, Leistenklippe u. Trudenstein), Hohnekopf, nahe: Hohensteinklippen, nahe: Ottofels; Q: Zillierbach | Hohnekamm: Blick von der Leistenklippe zur Grenzklippe; im Hintergrund der Brocken |
| Rehberg (51° 44′ 26″ N, 10° 32′ 17″ O)                                                                    | 0893 0                      | Oberharz (Hochharz); NLP Harz              | St. Andreasberg                                                | GG-GS; GS                 | NI                   | Rehberger Graben mit Grabenhaus | Rehberg-Südflanke, aufgenommen von der Jordanshöhe in Sankt Andreasberg |
| Quitschenberg (51° 47′ 46″ N, 10° 34′ 40″ O)                                                              | 0881,5                      | Oberharz (Hochharz); NLP Harz              | Torfhaus                                                       | GG-GS; GS                 | NI                   | Hopfensäcke (Klippen), Luisenklippe, Quitschenbergklippen; Abbegraben Q (nahe): Abbe | |
| Auf dem Acker (51° 44′ 56″ N, 10° 26′ 43″ O)                                                              | 0865,1                      | Oberharz (Hochharz); NLP Harz              | Herzberg, Osterode, St. Andreasberg                            | GG-GÖ; GÖ                 | NI                   | viele Klippen und Felsen (wie Hanskühnenburgklippe), Hanskühnenburg; Q: Goldenke, Q: Große Kulmke, Q: Große Lonau, Q: Große Söse, Q: Kleine Kulmke, Q: Kleine Steinau, Q: Schwarze Kulmke, Q: Verlorene Kulmke                                                                                      | Auf dem Acker: Reitstieg |
| Pferdekopf (Schierke) (Renneckenberg-Nk) (51° 46′ 58″ N, 10° 40′ 15″ O)                                   | 0857 0                      | Oberharz (Hochharz); NLP Harz, NRP Harz/ST | Schierke, Wernigerode                                          | HZ                        | ST                   | Kapellenklippe; Q: Holtemme, Q: Ilse, Q: Wormke | |
| Sonnenberg Großer Sonnenberg: Kleiner Sonnenberg: (51° 45′ 20″ N, 10° 30′ 47″ O)                          | 0853,4 0853,4 0853,0        | Oberharz; NLP Harz                         | Braunlage, St. Andreasberg                                     | GG-GS; GS                 | NI                   | Wintersportgebiet | Blick von der Bundesstraße 242 zur Nordflanke des Großen Sonnenbergs |
| Erdbeerkopf (51° 46′ 26″ N, 10° 40′ 43″ O)                                                                | 0847,7                      | Oberharz; NLP Harz, NRP Harz/ST            | Schierke, Wernigerode                                          | HZ                        | ST                   | Brockenbahn (vorbeiführend); Q: Wormke | Blick von der Ahrensklint-Klippe zum Erdbeerkopf |
| Kleiner Winterberg (51° 45′ 21″ N, 10° 38′ 5″ O)                                                          | 0837,0                      | Oberharz; NLP Harz, NRP Harz/ST            | Schierke                                                       | HZ                        | ST                   | Q: Bremke | |
| Lerchenköpfe (Lärchenköpfe) Nordkuppe: Südkuppe: (51° 48′ 7″ N, 10° 31′ 58″ O)                            | 0821,0 0821,0 08010         | Oberharz; NLP Harz                         | Torfhaus                                                       | GG-GS; GS                 | NI                   | Sender Torfhaus/Harz, Wintersportgebiet; Abbegraben, Flörichshaier Graben, Q: Radau | |
| Dehnenkopf (51° 48′ 21″ N, 10° 31′ 17″ O)                                                                 | 0775 0                      | Oberharz; NLP Harz                         | Torfhaus                                                       | GG-GS; GS                 | NI                   | Jungfernklippe; Q: Kalbe | |
| Schalke (51° 51′ 3″ N, 10° 23′ 0″ O)                                                                      | 0762                        | Oberharz; NRP Harz (NI)                    | Clausthal-Zellerfeld, Hahnenklee, Schulenberg                  | GG-GS; GS                 | NI                   | Schalker AT, bis 2003 stand dort ein: Aufklärungsturm; Q: Abzucht, Q: Schalke | Blick von Zellerfeld zur Schalke, im Vordergrund der Stadtweger Teich |
| Abbenstein (51° 48′ 47″ N, 10° 33′ 45″ O)                                                                 | 0769                        | Oberharz; NLP Harz                         | Torfhaus                                                       | GG-GS; GS                 | NI                   | TSP Eckerstausee; Q: Fuhler Lohnbach | |
| Hohe Wand (51° 48′ 32″ N, 10° 39′ 41″ O)                                                                  | 0758,0                      | Oberharz; NLP Harz, NRP Harz/ST            | Hasserode, Schierke, Wernigerode                               | HZ                        | ST                   | Ohrenklippen, Sonnenklippe, Luchsstein; Q: Chaussee Bach | |
| Haspelkopf (Nk von Auf dem Acker) (51° 43′ 14″ N, 10° 22′ 7″ O)                                           | 0749 0                      | Oberharz, NLP Harz, NRP Harz (NI)          | Riefensbeek, Sieber                                            | GG-GÖ; GÖ                 | NI                   | Sophienklippe, Spießerklippe (s. a. Auf dem Acker); Q: Große Steinau, Q: Kleine Lonau | |
| Großer Jägerkopf (51° 48′ 52″ N, 10° 39′ 59″ O)                                                           | 0745,8                      | Oberharz; NLP Harz, NRP Harz/ST            | Darlingerode, Hasserode, Schierke, Wernigerode                 | HZ                        | ST                   | nahe: Sonnenklippe, nahe: Luchsstein; Q: Chaussee Bach Q: Schlüsiebach | |
| Kuppe (51° 43′ 36″ N, 10° 30′ 31″ O)                                                                      | 0729,1                      | Oberharz; NRP Harz (NI)                    | Sankt Andreasberg                                              | GG-GS; GS                 | NI                   | Glückaufklippen; nahe: NSG Siebertal; Q: Sperrlutter | |
| Großer Breitenberg (Nk von Auf dem Acker) (51° 43′ 57″ N, 10° 23′ 41″ O)                                  | 0727,2                      | Oberharz, NLP Harz, NRP Harz (NI)          | Riefensbeek                                                    | GG-GÖ; GÖ                 | NI                   | Sergeantenklippe; nahe: TSP Sösestausee | |
| Bocksberg (51° 51′ 25″ N, 10° 21′ 25″ O)                                                                  | 0726 0                      | Oberharz; NRP Harz (NI)                    | Hahnenklee                                                     | GS                        | NI                   | AT Brockenblick, Whs Bocksberghütte, Bocksberg-Seilbahn, Sendeturm, Sommerrodelbahn, Wintersportgebiet, Ex-Standort einer Bob- und Rennrodelbahn; Q: Gose, Q: Grane, Q: Grumbach | Westseite des Bocksbergs mit Kranicher Teich und Dorf Hahnenklee im Vordergrund |
| Kleiner Jägerkopf (51° 48′ 41″ N, 10° 40′ 18″ O)                                                          | 0725,3                      | Oberharz; NLP Harz, NRP Harz/ST            | Darlingerode, Hasserode, Schierke, Wernigerode                 | HZ                        | ST                   | Q: Chaussee Bach | |
| Jordanshöhe (51° 43′ 22″ N, 10° 31′ 27″ O)                                                                | 0723                        | Oberharz; NRP Harz (NI)                    | Sankt Andreasberg                                              | GS                        | NI                   | NSG Bergwiesen bei St. Andreasberg, Gesteinskundlicher Lehrpfad Jordanshöhe, JH Jordanshöhe, Glückaufklippen; Q: Sperrlutter | |
| Stöberhai (Brocken des Südharzes) (51° 39′ 23″ N, 10° 33′ 16″ O)                                          | 0720 0                      | Südharz; NRP Harz (NI)                     | Bad Lauterberg, Wieda                                          | GG-GÖ; GÖ                 | NI                   | Fernmeldeturm, Ex-Standort des Berghotels Stöberhai, Ex-Standort des BW-Aufklärungsturms Stöberhai; TSP Oderstausee, Q: Steina | Blick von der Staumauer des Oderstausees zum Stöberhai (Bildmitte) |
| Schlufterkopf (östlich der Sieber) (51° 44′ 35″ N, 10° 29′ 21″ O)                                         | 0715,2                      | Südharz; NLP Harz                          | Sieber, Sonnenberg                                             | GG-GS; GÖ, GS             | NI                   | | |
| Kleiner Breitenberg (Nk von Auf dem Acker) (51° 44′ 22″ N, 10° 24′ 19″ O)                                 | 0710,7                      | Oberharz, NLP Harz, NRP Harz (NI)          | Riefensbeek                                                    | GG-GÖ; GÖ                 | NI                   | nahe: TSP Sösestausee | |
| Wolfsklippen (51° 49′ 8″ N, 10° 40′ 22″ O)                                                                | 0710                        | Oberharz; NLP Harz, NRP Harz/ST            | Drei Annen Hohne, Plessenburg                                  | HZ                        | ST                   | AT Wolfsklippen; Q: Tänntalbach (Rammelsbach) | Aussichtsgerüst/-turm auf den Wolfsklippen |
| Schlufterkopf (westlich der Sieber) (51° 45′ 6″ N, 10° 28′ 32″ O)                                         | 0705 0                      | Südharz; NLP Harz                          | Sieber, Sonnenberg                                             | GG-GÖ; GÖ, GS             | NI                   | | |
| Jagdkopf (Stöberhai-Nk) (51° 39′ 16″ N, 10° 32′ 29″ O)                                                    | 0701,2                      | Oberharz; NRP Harz (NI)                    | Odertal, Wieda                                                 | GG-GÖ; GÖ                 | NI                   | Q: Steina | |
| Riesenbachskopf (51° 51′ 13″ N, 10° 24′ 12″ O)                                                            | 0700 0                      | Oberharz; NRP Harz (NI)                    | Schulenberg                                                    | GG-GS; GS                 | NI                   | Q (nahe): Abzucht (Wintertalbach), Q: Riesenbach | |
| Scharfenstein (Ilsenburg) (51° 49′ 56″ N, 10° 36′ 3″ O)                                                   | 0697,6                      | Oberharz; NLP Harz, NRP Harz/ST            | Ilsenburg                                                      | HZ                        | ST                   | nahe: TSP Eckerstausee; Rangerstation, Scharfensteinklippe | Scharfenstein mit Rangerstation Scharfenstein im Vordergrund |
| Barenberg (Bärenberg) (51° 45′ 13″ N, 10° 40′ 15″ O)                                                      | 0695,5                      | Oberharz; NRP Harz/ST                      | Elend, Schierke                                                | HZ                        | ST                   | Mäuseklippe, Scherstorklippen, Schnarcherklippen | Barenberg, davor das Elendstal |
| Altetalskopf (51° 51′ 3″ N, 10° 24′ 37″ O)                                                                | 0693,4                      | Oberharz; NRP Harz (NI)                    | Schulenberg                                                    | GG-GS; GS                 | NI                   | Q: Lange Bramke, Q: Riesenbach | |
| Großer Knollen (51° 40′ 2″ N, 10° 25′ 47″ O)                                                              | 0687,4                      | Südharz; NRP Harz (NI)                     | Bad Lauterberg, Sieber                                         | GG-GÖ; GÖ                 | NI                   | AT Knollenturm, Whs Knollenbaude; Q: Bremke | Gipfel des Großen Knollen mit Aussichtsturm Knollenturm und Gaststätte |
| Hinterer Ebersberg (51° 40′ 29″ N, 10° 37′ 17″ O)                                                         | 0686                        | Oberharz; NRP Harz (NI)                    | Braunlage, Hohegeiß                                            | GG-GS; GS                 | NI                   | Dk Nullpunkt; Q: Ebersbach, Q (nahe): Sprakelbach; Q: Steinbach | |
| Kleiner Oderberg (51° 42′ 49″ N, 10° 32′ 44″ O)                                                           | 0685,1                      | Oberharz; NLP Harz, NRP Harz (NI)          | Sankt Andreasberg                                              | GS                        | NI                   | nahe: NSG Bergwiesen bei St. Andreasberg; Q (nahe): Breitenbeek | |
| Aschentalshalbe (51° 41′ 11″ N, 10° 27′ 9″ O)                                                             | 0685                        | Südharz; NRP Harz (NI)                     | Sieber                                                         | GG-GÖ; GÖ                 | NI                   | Q: Grade Lutter, Q: Tiefenbeek | |
| Vorderer Ebersberg (51° 40′ 49″ N, 10° 38′ 49″ O)                                                         | 0684                        | Oberharz; NRP Harz (NI)                    | Braunlage, Hohegeiß                                            | GG-GS; GS                 | NI                   | Dk Bechlerstein; Q: Ebersbach, Q: Kleiner Wolfsbach | |
| Wolfsberg (Ilsenburg) (51° 49′ 31″ N, 10° 39′ 18″ O)                                                      | 0675                        | Oberharz; NLP Harz, NRP Harz/ST            | Ilsenburg                                                      | HZ                        | ST                   | Ferdinandsstein | |
| Koboltstaler Köpfe (51° 41′ 16″ N, 10° 28′ 49″ O)                                                         | 0673                        | Südharz; NRP Harz (NI)                     | Sankt Andreasberg, Sieber                                      | GG-GÖ; GÖ                 | NI                   | | |
| Großer Schleifsteinsberg, (Gr. Schleifsteinberg) (51° 51′ 50″ N, 10° 24′ 2″ O)                            | 0671,4                      | Oberharz; NRP Harz (NI)                    | Goslar, Schulenberg                                            | GS                        | NI                   | Grube Großfürstin Alexandra; Q (nahe): Abzucht (Wintertalbach) | |
| Dicker Kopf (51° 52′ 12″ N, 10° 26′ 3″ O)                                                                 | 0670                        | Oberharz; NRP Harz (NI)                    | Goslar, Romkerhalle, Schulenberg                               | GG-GS; GS                 | NI                   | Oker-Grane-Stollen, Q: Steile Bramke, Q: Gelmke | |
| Eichenberg (51° 51′ 45″ N, 10° 27′ 3″ O)                                                                  | 0670,0                      | Oberharz; NRP Harz (NI)                    | Goslar, Romkerhalle, Schulenberg                               | GG-GS; GS                 | NI                   | Oker-Grane-Stollen, Q: Sülpke | |
| Sägemühlenberg (51° 43′ 7″ N, 10° 32′ 40″ O)                                                              | 0670                        | Oberharz; NLP Harz, NRP Harz (NI)          | Sankt Andreasberg                                              | GG-GS; GS                 | NI                   | | |
| Ifenkopf (51° 46′ 13″ N, 10° 25′ 45″ O)                                                                   | 0668,9                      | Oberharz; NRP Harz (NI)                    | Altenau, Kamschlacken                                          | GG-GÖ; GS, GÖ             | NI                   | Ifenkopferklippe, Siebenwochenklippe | |
| Wolfskopf (51° 45′ 40″ N, 10° 25′ 24″ O)                                                                  | 0668,5                      | Oberharz; NRP Harz (NI)                    | Kamschlacken                                                   | GG-GÖ; GÖ                 | NI                   | Wolfsklippen | |
| Mittelberg (Torfhaus) (51° 48′ 25″ N, 10° 30′ 17″ O)                                                      | 0667,1                      | Oberharz; NRP Harz (NI)                    | Altenau, Torfhaus                                              | GG-GS; GS                 | NI                   | nahe: NSG Oberharz | |
| Großer Birkenkopf (51° 48′ 41″ N, 10° 41′ 0″ O)                                                           | 0664,1                      | Oberharz; NRP Harz/ST                      | Wernigerode, Hasserode                                         | HZ                        | ST                   | nahe: Kleine Renne, nahe: Steinerne Renne | |
| Matthias-Schmidt-Berg (51° 42′ 15″ N, 10° 31′ 32″ O)                                                      | 0663 0                      | Oberharz; NRP Harz (NI)                    | Sankt Andreasberg                                              | GS                        | NI                   | Wintersportgebiet, nahe: NSG Bergwiesen bei St. Andreasberg; Q (nahe): Breitenbeek | |
| Ravensberg (51° 37′ 17″ N, 10° 31′ 37″ O)                                                                 | 0659                        | Südharz; NRP Harz (NI)                     | Bad Lauterberg, Bad Sachsa, Wieda                              | GG-GÖ; GÖ                 | NI                   | Berghof Ravensberg, Fernmeldeturm (Ex-BND-Aufklärungsturm), Wilhelmshöh, Wintersportgebiet | Südostseite des Ravensberggipfels |
| Beerberg (51° 42′ 34″ N, 10° 31′ 52″ O)                                                                   | 0658,1                      | Oberharz; NRP Harz (NI)                    | Sankt Andreasberg                                              | GS                        | NI                   | NSG Bergwiesen bei St. Andreasberg | |
| Eisensteinsberg (51° 43′ 33″ N, 10° 29′ 37″ O)                                                            | 0657,5                      | Oberharz; NRP Harz (NI)                    | Sankt Andreasberg                                              | GG-GS; GS                 | NI                   | nahe: NSG Siebertal; Q (nahe): Dreibrode | |
| Hübichentalsköpfe (51° 39′ 53″ N, 10° 26′ 6″ O)                                                           | 0654,0                      | Südharz; NRP Harz (NI)                     | Bad Lauterberg, Sieber                                         | GG-GÖ; GÖ                 | NI                   | Q: Bremke | |
| Übelsberg (51° 40′ 34″ N, 10° 26′ 57″ O)                                                                  | 0651,3 0                    | Südharz; NRP Harz (NI)                     | Bad Lauterberg, Sieber                                         | GG-GÖ; GÖ                 | NI                   | Q: Übelsbach Q (nahe): Schadenbeek | |
| Großer Oderberg (51° 42′ 10″ N, 10° 32′ 54″ O)                                                            | 0649,6                      | Oberharz; NLP Harz                         | Sankt Andreasberg                                              | GG-GS; GS                 | NI                   | Q (nahe): Breitenbeek | |
| Kl. Steffentalskopf (51° 51′ 11″ N, 10° 29′ 59″ O)                                                        | 0648                        | Oberharz; NRP Harz (NI)                    | Goslar, Schulenberg                                            | GS                        | NI                   | Q: Große Romke | |
| Brautstein (51° 52′ 47″ N, 10° 27′ 18″ O)                                                                 | 0647,7                      | Oberharz; NRP Harz (NI)                    | Goslar, Oker                                                   | GG-GÖ; GS                 | NI                   | | |
| Braakberg (51° 42′ 40″ N, 10° 22′ 4″ O)                                                                   | 0645,5                      | Südharz; NLP Harz                          | Lonau                                                          | GG-GÖ; GÖ                 | NI                   | Q (nahe): Kl. Lonau, Q (nahe): Gr. Steinau | |
| Großer Wiesenberg (51° 50′ 48″ N, 10° 25′ 23″ O)                                                          | 0645,4                      | Oberharz; NRP Harz (NI)                    | Schulenberg                                                    | GS                        | NI                   | Wintersportgebiet | |
| Oberer Meineckenberg (51° 49′ 34″ N, 10° 37′ 43″ O)                                                       | 0644,3                      | Oberharz; NLP Harz, NRP Harz/ST            | Ilsenburg                                                      | HZ                        | ST                   | nahe: Ilsefälle | |
| Breitenberg (51° 41′ 16″ N, 10° 33′ 0″ O)                                                                 | 0643,8                      | Oberharz; NLP Harz                         | Sankt Andreasberg                                              | GG-GS; GS                 | NI                   | | |
| Großer Ehrenberg (51° 38′ 4″ N, 10° 41′ 11″ O)                                                            | 0635,5 0                    | Südharz; NRP Südharz                       | Rothesütte                                                     | NDH                       | TH                   | Q: Kunzenbach | |
| Rammelsberg (51° 53′ 15″ N, 10° 25′ 54″ O)                                                                | 0635,1                      | Oberharz; NRP Harz (NI)                    | Goslar                                                         | GS                        | NI                   | Besucherbergwerk Rammelsberg, Maltermeisterturm, NSG Blockschutthalden am Rammelsberg; Herzberger Teich, Q (nahe): Dörpke | Besucherbergwerk Rammelsberg |
| Königsberg (Sieber) (51° 43′ 28″ N, 10° 28′ 44″ O)                                                        | 0634,5 0                    | Oberharz; NRP Harz (NI)                    | Sieber                                                         | GG-GÖ; GÖ                 | NI                   | nahe: NSG Siebertal | |
| Vogelheerd (51° 38′ 16″ N, 10° 44′ 5″ O)                                                                  | 0634,4                      | Südharz; NRP Südharz                       | Rothesütte                                                     | NDH                       | TH                   | Q: Dammbach, Q: Kleiner Reddenbeek | |
| Wagnerskopf (51° 39′ 10″ N, 10° 36′ 16″ O)                                                                | 0633                        | Südharz; NRP Harz (NI)                     | Wieda, Zorge                                                   | GG-GÖ; GÖ                 | NI                   | | |
| Kleiner Knollen (51° 39′ 42″ N, 10° 25′ 12″ O)                                                            | 0631                        | Südharz; NRP Harz (NI)                     | Bad Lauterberg, Sieber                                         | GG-GÖ; GÖ                 | NI                   | Q: Bremke | |
| Großer Bockstalskopf (51° 37′ 54″ N, 10° 32′ 18″ O)                                                       | 0630                        | Südharz; NRP Harz (NI)                     | Bad Lauterberg, Bad Sachsa, Wieda                              | GG-GÖ; GÖ                 | NI                   | Q: Uffe | |
| Schindelkopf (51° 43′ 16″ N, 10° 20′ 22″ O)                                                               | 0629                        | Oberharz; NRP Harz (NI)                    | Osterode am Harz                                               | GG-GÖ; GÖ                 | NI                   | Q: Eipenke, Q: Kleine Steinau | |
| Glockenberg (Sankt Andreasberg) (51° 42′ 22″ N, 10° 30′ 45″ O)                                            | 0627                        | Oberharz; NRP Harz (NI)                    | Sankt Andreasberg                                              | GS                        | NI                   | nahe: NSG Bergwiesen bei St. Andreasberg; Sendeturm | Blick von der Danielstraße in Sankt Andreasberg südsüdwestwärts zum Glockenberg |
| Carlshaushöhe (51° 39′ 23″ N, 10° 47′ 47″ O)                                                              | 0626,3                      | Unterharz; NRP Harz/ST                     | Benneckenstein, Hasselfelde, Trautenstein                      | HZ                        | ST                   | | Carlshausturm auf der Carlshaushöhe |
| Großer Wurzelnberg (51° 43′ 40″ N, 10° 27′ 33″ O)                                                         | 0625,8                      | Oberharz; NRP Harz (NI)                    | Sieber                                                         | GG-GÖ; GÖ                 | NI                   | nahe: NSG Siebertal; Q (nahe): Kleine Kulmke | |
| Schloßkopf (Braunlage) (51° 42′ 14″ N, 10° 34′ 13″ O)                                                     | 0623,5                      | Oberharz; NLP Harz                         | Braunlage, St. Andreasberg, Oderhaus                           | GG-GS; GS                 | NI                   | Q: Trutenbeek | |
| Große Wulpke (51° 51′ 12″ N, 10° 15′ 2″ O)                                                                | 0622                        | Oberharz, NRP Harz (NI)                    | Lautenthal, Münchehof                                          | GG-GS; GS                 | NI                   | Stundenbuche; Q (nahe): Schildau | |
| Heidelbeerköpfe (51° 46′ 1″ N, 10° 20′ 43″ O)                                                             | 0621                        | Oberharz, NRP Harz (NI)                    | Buntenbock                                                     | GG-GÖ; GS, GÖ             | NI                   | Q Brautbrunnen, Q (nahe): Kleine Limpig | |
| Hasselkopf (Braunlage) (51° 42′ 46″ N, 10° 36′ 34″ O)                                                     | 0620 0                      | Oberharz; NRP Harz (NI)                    | Braunlage                                                      | GS                        | NI                   | Hasselkopftunnel (B 4 und B 242), Wintersportgebiet | Hasselkopftunnel (B 4) im Hasselkopf |
| Sieberberg (51° 42′ 56″ N, 10° 29′ 35″ O)                                                                 | 0620                        | Oberharz; NRP Harz (NI)                    | Sieber, St. Andreasberg                                        | GG-GÖ; GÖ                 | NI                   | NSG Bergwiesen bei St. Andreasberg, nahe: NSG Siebertal | |
| Großer Steierberg (51° 37′ 48″ N, 10° 42′ 25″ O)                                                          | 0619,5 0                    | Südharz; NRP Südharz                       | Rothesütte                                                     | NDH                       | TH                   | | |
| Adlersberg (Wildemann) (51° 50′ 24″ N, 10° 16′ 48″ O)                                                     | 0615                        | Oberharz; NRP Harz (NI)                    | Wildemann                                                      | GG-GS; GS                 | NI                   | | |
| Rauhe Höhe (51° 38′ 38″ N, 10° 41′ 26″ O)                                                                 | 0614,2                      | Unterharz; NRP Harz/ST                     | Hohegeiß, Benneckenstein, Rothesütte                           | GG-GS; GS, HZ, NDH        | NI; NI, ST, TH       | Q: Rappbode | |
| Bärentalsköpfe (51° 39′ 21″ N, 10° 26′ 4″ O)                                                              | 0611,2                      | Südharz; NRP Harz (NI)                     | Bad Lauterberg, Sieber                                         | GG-GÖ; GÖ                 | NI                   | | |
| Kleiner Ehrenberg (51° 51′ 6″ N, 11° 1′ 20″ O)                                                            | 0610,1                      | Südharz; NRP Südharz                       | Rothesütte                                                     | NDH                       | TH                   | Q: Ehrenbergsborn, Q: Ellerbach, Q: Fuhrbach | |
| Kleiner Wurzelnberg (51° 43′ 44″ N, 10° 26′ 55″ O)                                                        | 0610                        | Oberharz; NRP Harz (NI)                    | Sieber                                                         | GG-GÖ; GÖ                 | NI                   | nahe: NSG Siebertal; Q (nahe): Kleine Kulmke, Q (nahe): Verl. Kulmke | |
| Hoher Berg (51° 49′ 14″ N, 10° 17′ 43″ O)                                                                 | 0609,3                      | Oberharz; NRP Harz (NI)                    | Wildemann                                                      | GG-GS; GS                 | NI                   | Einersberger Teiche, Q: Juliaquelle | |
| Großer Trogtaler Berg (51° 52′ 58″ N, 10° 15′ 28″ O)                                                      | 0608,6                      | Oberharz; NRP Harz (NI)                    | Lautenthal, Seesen                                             | GG-GS; GS                 | NI                   | Dk Luchsstein; TSP Innerstestausee, Q: Tränkebach | |
| Schwarzenberg (51° 48′ 33″ N, 10° 28′ 41″ O)                                                              | 0606,3                      | Oberharz; NRP Harz (NI)                    | Altenau                                                        | GG-GS; GS                 | NI                   | AP Brockenblick | |
| Langfast (51° 41′ 32″ N, 10° 23′ 19″ O)                                                                   | 0606,1                      | Südharz; NLP Harz, NRP Harz (NI)           | Herzberg, Sieber                                               | GG-GÖ; GÖ                 | NI                   | nahe: NSG Siebertal | |
| Kaltetalskopf (51° 51′ 58″ N, 10° 35′ 38″ O)                                                              | 0605 0                      | Oberharz; NLP Harz                         | Bad Harzburg                                                   | GS                        | NI                   | nahe: Hausmannsklippen, Rabenklippe, Luchsgehege, Whs Rabenklippe; Grimmeckenteich, Reuscheteich, Q: Förstertränke, Q: Kältetalsbach, Q: Stübchenbach | |
| Schadenbeeksköpfe (51° 40′ 40″ N, 10° 27′ 43″ O)                                                          | 0605,0                      | Südharz; NRP Harz (NI)                     | Sieber, Bad Lauterberg                                         | GG-GÖ; GÖ                 | NI                   | Gruben: Johanne-Elise und nahe: Wolkenhügel, Q: Schadenbeek | |
| Huthberg (51° 52′ 6″ N, 10° 29′ 2″ O)                                                                     | 0604,8                      | Oberharz; NRP Harz (NI)                    | Oker, Romkerhalle, Schulenberg                                 | GG-GS; GS                 | NI                   | viele Granitklippen (z. B. Feigenbaumklippe/-kanzel, Großer Kurfürst, Hexenküche, Kästeklippen, Mausefalle, Treppenstein), Berggaststätte Kästehaus; Q: Jägerborn, Q: Kleine Romke | Auf den Kästeklippen in Gipfelnähe des Huthbergs |
| Heimberg (Lautenthal) (51° 52′ 59″ N, 10° 19′ 27″ O)                                                      | 0604,5                      | Oberharz, NRP Harz (NI)                    | Hahnenklee, Lautenthal, Wolfshagen                             | GG-GS; GS                 | NI                   | nahe: Altarklippen; TSP Granestausee, Q: Bauernholzbach, Q: Borbergsbach | |
| Buchenköpfe (51° 38′ 38″ N, 10° 44′ 46″ O)                                                                | 0603,1                      | Unterharz; NRP Harz/ST                     | Benneckenstein, Rothesütte                                     | HZ, NDH                   | ST, TH               | Stierbergsteich, Q: Dammbach | |
| Jagdkopf (Zorge) (51° 38′ 2″ N, 10° 36′ 24″ O)                                                            | 0603,1                      | Südharz; NRP Harz (NI)                     | Wieda, Zorge                                                   | GG-GÖ; GÖ                 | NI                   | Bremer Klippe; Q: Breitenbach | |
| Stierberg (51° 38′ 35″ N, 10° 45′ 44″ O)                                                                  | 0602,4                      | Südharz; NRP Südharz                       | Rothesütte, Sophienhof                                         | NDH                       | TH                   | Stierbergsteich, Q (nahe): Dammbach, Q: Tiefenbach | |
| Jagdkopf (Wieda) (51° 38′ 58″ N, 10° 35′ 9″ O)                                                            | 0602,1                      | Südharz; NRP Harz (NI)                     | Wieda                                                          | GG-GÖ; GÖ                 | NI                   | Q: Bach im Schiefertal | |
| Poppenberg (51° 35′ 17″ N, 10° 49′ 39″ O)                                                                 | 0600,6                      | Südharz; NRP Südharz                       | Ilfeld, Birkenmoor                                             | NDH                       | TH                   | AT Poppenbergturm | Aussichtsturm Poppenbergturm auf dem Poppenberg |
| Birkenkopf (Ilfeld) (51° 36′ 11″ N, 10° 53′ 50″ O)                                                        | 0599,8                      | Südharz; NRP Südharz                       | Ilfeld, Birkenmoor, Breitenstein                               | NDH, NDH, MSH             | TH, TH, ST           | BPR Karstlandschaft Südharz; Q: Bere; Q: Krebsbach (Tiefetalswasser), nahe: TSP Neustadt | |
| Wolfsberg (Hohegeiß) (Hinterer, Oberer, Vorderer Wolfsberg) (51° 39′ 46″ N, 10° 38′ 25″ O)                | 0599,6                      | Oberharz; NRP Harz (NI)                    | Hohegeiß                                                       | GG-GS; GS                 | NI                   | Wolfsbachmühle | |
| Große Harzhöhe (51° 37′ 7″ N, 10° 53′ 46″ O)                                                              | 0599,3                      | Unterharz; NRP Harz/ST                     | Stiege, Breitenstein, Birkenmoor                               | HZ, MSH, NDH              | ST, ST, TH           | Q: Bere, Q: Katzsohlbach | |
| Steintaler Berg (51° 46′ 51″ N, 10° 16′ 38″ O)                                                            | 0598,5                      | Oberharz, NRP Harz (NI)                    | Clausthal, Bad Grund                                           | GG-GÖ; GÖ, GS             | NI                   | Hahnebalzer Teiche, Q: Große Bremke, Q: Großer Uferbach | |
| Ziegenberg (Buntenbock) (51° 46′ 23″ N, 10° 20′ 20″ O)                                                    | 0597,5 0                    | Oberharz, NRP Harz (NI)                    | Buntenbock                                                     | GS                        | NI                   | Sprungschanze; u. a.: Ziegenberger Teich, Q: Lerbach | |
| Hasselkopf (Bad Harzburg) (51° 50′ 41″ N, 10° 34′ 20″ O)                                                  | 0590                        | Oberharz; NRP Harz (NI)                    | Bad Harzburg                                                   | GS                        | NI                   | Muxklippe, Pferdediebsklippe; nahe: TSP Eckerstausee | |
| Schalliete (51° 37′ 47″ N, 10° 54′ 1″ O)                                                                  | 0595,1                      | Unterharz; NRP Harz/ST                     | Stiege, Breitenstein, Friedrichshöhe, Birkenmoor               | HZ, MSH, MSH, NDH         | ST, ST, TH           | Q: Steigerbach, Q (nahe): Katzsohlbach | |
| Blockkötenkopf Südostkuppe: Nordwestkuppe: (51° 45′ 27″ N, 10° 20′ 13″ O)                                 | 0595 0595 05900             | Oberharz, NRP Harz (NI)                    | Buntenbock, Lerbach                                            | GG-GÖ; GS, GÖ             | NI, NI               | Antonsblick; nahe: TSP Sösestausee | |
| Gropenbornskopf (51° 41′ 39″ N, 10° 27′ 4″ O)                                                             | 0595 0                      | Südharz; NRP Harz (NI)                     | Sieber                                                         | GG-GÖ; GÖ                 | NI                   | nahe: NSG Siebertal; Q: Gropenborn | |
| Galgenberg (Sankt Andreasberg) (51° 42′ 33″ N, 10° 30′ 11″ O)                                             | 0594,3                      | Oberharz; NRP Harz (NI)                    | Sankt Andreasberg                                              | GS                        | NI                   | nahe: NSG Bergwiesen bei St. Andreasberg | |
| Adlersberg (Sieber) (51° 40′ 59″ N, 10° 25′ 11″ O)                                                        | 0593,2 0                    | Südharz; NRP Harz (NI)                     | Sieber                                                         | GG-GÖ; GÖ                 | NI                   | | |
| Einersberg (51° 48′ 49″ N, 10° 17′ 36″ O)                                                                 | 0591,7                      | Oberharz; NRP Harz (NI)                    | Bad Grund, Clausthal-Zellerfeld, Wildemann                     | GG-GS; GS                 | NI                   | Einersberger Teiche | |
| Kleiner Birkenkopf (51° 48′ 47″ N, 10° 41′ 45″ O)                                                         | 0590,8                      | Oberharz; NRP Harz/ST                      | Wernigerode, Hasserode                                         | HZ                        | ST                   | nahe: Kleine Renne, nahe: Steinerne Renne | |
| Gr. Steffentalskopf (51° 51′ 9″ N, 10° 29′ 0″ O)                                                          | 0590                        | Oberharz; NRP Harz (NI)                    | Goslar, Schulenberg                                            | GS                        | NI                   | | |
| Großentalsköpfe (51° 39′ 5″ N, 10° 26′ 25″ O)                                                             | 0587,5                      | Südharz; NRP Harz (NI)                     | Bad Lauterberg, Sieber                                         | GG-GÖ; GÖ                 | NI                   | Q: Gr. Andreasbach | |
| Zwißelkopf (51° 51′ 44″ N, 10° 37′ 56″ O)                                                                 | 0587,3                      | Oberharz; NLP Harz, NRP Harz/ST            | Ilsenburg                                                      | HZ                        | ST                   | Q: Kienbach, Q: Suenbeek | |
| Ramberg (Harzteil; Höhenzug) (siehe jeweilige Berge)                                                      | 0587,1                      | Ramberg; NRP Harz/ST                       | Friedrichsbrunn, Gernrode, Thale                               | HZ                        | ST                   | Ramberg-Erhebungen: – Alte Burg – Birkenkopf – Burgberg – Gr. Dambachskopf – Kl. Dambachskopf – La Viershöhe – Mailaubenkopf – Steinköpfe – Viktorshöhe – Wegenerskopf | Blick von Hedersleben auf den Ramberg |
| Wegenerskopf (51° 41′ 33″ N, 11° 3′ 30″ O)                                                                | 0587,1                      | Ramberg; NRP Harz/ST                       | Friedrichsbrunn                                                | HZ                        | ST                   | Burgruine Erichsberg, Sendeturm, NSG Spaltenmoor; Q: Friedenstalbach, Q: Kleiner Uhlenbach, Q: Wurmbach | |
| Winterberg (Bad Harzburg) (51° 51′ 13″ N, 10° 33′ 29″ O)                                                  | 0585,3                      | Oberharz; NLP Harz                         | Bad Harzburg                                                   | GS                        | NI                   | Rudolfklippe; nahe: Hasselteich, nahe: Radauwasserfall Q: Großer Hasselbach | |
| Spitzer Klinz (Spitzer Glinz) (51° 37′ 6″ N, 10° 43′ 38″ O)                                               | 0585,1                      | Südharz; NRP Südharz                       | Rothesütte, Sülzhayn                                           | NDH                       | TH                   | Q (nahe): Fuhrbach | |
| Kargeskopf (51° 42′ 12″ N, 10° 21′ 24″ O)                                                                 | 0585 0                      | Südharz; NLP Harz                          | Lonau                                                          | GG-GÖ; GÖ                 | NI                   | | |
| Höxterberg (51° 40′ 19″ N, 10° 24′ 19″ O)                                                                 | 0584,0                      | Südharz; NRP Harz (NI)                     | Sieber                                                         | GG-GÖ; GÖ                 | NI                   | Lübbersbuche; Q: Eichelbach (Eichelnbach), Q: Eichelngraben | |
| Hirtenberg (51° 41′ 12″ N, 10° 22′ 24″ O)                                                                 | 0582                        | Südharz; NLP Harz                          | Lonau                                                          | GG-GÖ; GÖ                 | NI                   | | Der Hirtenberg (rechts) mit dem Großen Mittelberg (links) im Panorama von Lonau |
| Nesselkopf (51° 37′ 2″ N, 10° 31′ 3″ O)                                                                   | 0581,6                      | Südharz; NRP Harz (NI)                     | Bad Lauterberg, Bad Sachsa                                     | GG-GÖ; GÖ                 | NI                   | | |
| Viktorshöhe (51° 41′ 9″ N, 11° 4′ 57″ O)                                                                  | 0581,5                      | Ramberg; NRP Harz/ST                       | Friedrichsbrunn, Gernrode, Mägdesprung                         | HZ                        | ST                   | früher mit AT Viktorshöhe, Sendeturm, Bärendenkmal, Gr. / Kl. Teufelsmühle (Felsgruppen/-klippen), Ferienheimruinen Draht-/Seilwerke Rothenburg; Bergrat-Müller-Teich, TSP Bremer Teich, Erichsburger Teich, Q: Krebsbach                                                                           | Aussichtsturm Viktorshöhe (2012 eingestürzt) |
| Großer Auerberg (Nordgipfel) (51° 35′ 6″ N, 11° 0′ 14″ O)                                                 | 0580,4                      | Unterharz; NRP Harz/ST                     | Stolberg, Straßberg                                            | MSH, HZ                   | ST                   | BPR Karstlandschaft Südharz; bis 1880 AT-Standort, nahe: Josephshöhe | |
| Josephshöhe (Südgipfel des Gr. Auerbergs) (51° 34′ 50″ N, 11° 0′ 20″ O)                                   | 0580,3                      | Unterharz; NRP Harz/ST                     | Stolberg, Straßberg                                            | MSH, HZ                   | ST                   | BPR Karstlandschaft Südharz; AT Josephskreuz, nahe: Großer Auerberg | Josephskreuz auf der Josephshöhe |
| Langenberg (Sülzhayn) (51° 37′ 41″ N, 10° 39′ 57″ O)                                                      | 0580 0                      | Südharz; NRP Harz (NI), NRP Südharz        | Sülzhayn, Hohegeiß, Zorge                                      | NDH, GG-GÖ; GÖ            | TH, NI               | Q: Sülze, Q: Elsbach | |
| Breitentalskopf (51° 41′ 36″ N, 10° 25′ 51″ O)                                                            | 0579,1                      | Südharz; NRP Harz (NI)                     | Sieber                                                         | GG-GÖ; GÖ                 | NI                   | nahe: NSG Siebertal; Q (nahe): Tiefenbeek | |
| Dornkopf (Nk von Gr. Ehrenberg) (51° 38′ 0″ N, 10° 41′ 55″ O)                                             | 0579,0 0                    | Südharz; NRP Südharz                       | Rothesütte                                                     | NDH                       | TH                   | | |
| Krödberg (51° 37′ 41″ N, 10° 41′ 5″ O)                                                                    | 0577,8 0                    | Südharz; NRP Südharz                       | Sülzhayn, Hohegeiß, Zorge                                      | GG-GÖ; NDH, GÖ            | TH, NI               | Q: Kl. Kunzentalbach | |
| Schieferberg (Buntenbock) (51° 46′ 4″ N, 10° 19′ 32″ O)                                                   | 0577,5                      | Oberharz, NRP Harz (NI)                    | Buntenbock, Lerbach                                            | GG-GÖ; GS, GÖ             | NI                   | nahe: AT Kuckholzklippe an gleichnamiger Klippe; Prinzenteich, Q (nahe): Lerbach | |
| Heiligenstock (Langenberg-Nk) (Sülzhayn) (51° 37′ 40″ N, 10° 40′ 38″ O)                                   | 0575,8                      | Südharz; NRP Südharz, NRP Harz (NI)        | Sülzhayn, Hohegeiß, Zorge                                      | NDH, GG-GÖ; GÖ            | TH NI                | Q: Sülze, Q: Elsbach | |
| Scholben (51° 37′ 37″ N, 10° 29′ 24″ O)                                                                   | 0575,1                      | Südharz; NRP Harz (NI)                     | Bad Lauterberg                                                 | GG-GÖ; GÖ                 | NI                   | nahe: Wiesenbeker Teich; Q: Gretaquelle | |
| Mühlenberg (Altenau) (51° 48′ 6″ N, 10° 27′ 15″ O)                                                        | 575                         | Oberharz; NRP Harz (NI)                    | Altenau                                                        | GS                        | NI                   | | |
| Meineberg (Darlingerode) (51° 49′ 49″ N, 10° 41′ 56″ O)                                                   | 0574,4                      | Oberharz; NLP Harz, NRP Harz/ST            | Darlingerode                                                   | HZ                        | ST                   | Q (nahe): Sandtalsbach | |
| Mailaubenkopf (51° 42′ 14″ N, 11° 2′ 39″ O)                                                               | 0573,4                      | Ramberg; NRP Harz/ST                       | Friedrichsbrunn                                                | HZ                        | ST                   | Q: Steinbach, Q: Wurmbach | |
| Hohestein (Hohenstein); (Seesen) (51° 54′ 31″ N, 10° 14′ 38″ O)                                           | 0572                        | Oberharz; NRP Harz (NI)                    | Seesen                                                         | GG-GS; GS                 | NI                   | TSP Innerstestausee, Q: Grane, Q: Kaltebach, Q: Neile, Q: Wroxenbach | |
| Hasenberg (51° 49′ 41″ N, 10° 15′ 9″ O)                                                                   | 0572,0                      | Oberharz; NRP Harz (NI)                    | Wildemann                                                      | GG-GS; GS                 | NI                   | Tillyschanze; Q: Pandelbach | |
| Halberstädter Berg (51° 50′ 34″ N, 10° 41′ 21″ O)                                                         | 0571,5                      | Oberharz; NRP Harz/ST                      | Darlingerode, Drübeck                                          | HZ                        | ST                   | Harschenhöllenklippe | Halberstädter Berg mit Darlingerode im Vordergrund |
| Zwergsberg (51° 36′ 59″ N, 10° 45′ 20″ O)                                                                 | 0570,7                      | Südharz; NRP Südharz                       | Netzkater, Rothesütte                                          | NDH                       | TH                   | | |
| Großer Mittelberg (Kamschlacken) (51° 46′ 18″ N, 10° 24′ 49″ O)                                           | 0569,0                      | Oberharz; NRP Harz (NI)                    | Kamschlacken                                                   | GG-GÖ; GÖ                 | NI                   | | |
| Bettler (51° 35′ 23″ N, 10° 52′ 59″ O)                                                                    | 0568,8                      | Südharz; NRP Südharz, NRP Harz/ST          | Neustadt, Breitenstein                                         | NDH, MSH                  | TH, ST               | nahe: BPR Karstlandschaft Südharz; TSP Neustadt | |
| Rauher Jakob (Rauher Jacob) (51° 43′ 25″ N, 10° 42′ 11″ O)                                                | 0568,6                      | Unterharz; NRP Harz/ST                     | Elend, Tanne                                                   | HZ                        | ST                   | Q (nahe): Kl. Allerbach | |
| Großer Romke (51° 51′ 25″ N, 10° 28′ 47″ O)                                                               | 0568,2                      | Oberharz; NRP Harz (NI)                    | Goslar, Schulenberg                                            | GS                        | NI                   | nahe: Wkw Romkerhalle | |
| Giersberg (51° 36′ 40″ N, 10° 44′ 21″ O)                                                                  | 0567,4 0                    | Südharz; NRP Südharz                       | Netzkater, Rothesütte, Sülzhayn                                | NDH                       | TH                   | | |
| Unterer Meineckenberg (51° 50′ 10″ N, 10° 37′ 58″ O)                                                      | 0565,9                      | Oberharz; NLP Harz, NRP Harz/ST            | Ilsenburg                                                      | HZ                        | ST                   | nahe: Ilsefälle | |
| Sangenberg (51° 55′ 36″ N, 10° 16′ 28″ O)                                                                 | 0565,9                      | Oberharz, NRP Harz (NI)                    | Hahausen, Langelsheim                                          | GG-GS; GS                 | NI                   | TSP Innerstestausee, Q: Gr. Steimker Bach, Q: Kl. Steimker Bach | |
| Woldsberg (51° 52′ 45″ N, 10° 37′ 17″ O)                                                                  | 0565 0                      | Oberharz; NLP Harz; NLP Harz               | Bad Harzburg                                                   | GS                        | NI                   | Ruine Hasselburg, Woldsbergklippen; Q: Blaubach | |
| Iberg (Bad Grund) (51° 49′ 19″ N, 10° 15′ 1″ O)                                                           | 0562,6                      | Oberharz; NRP Harz (NI)                    | Bad Grund, Wildemann                                           | GÖ, GS                    | NI                   | Iberger Albertturm, Iberger Tropfsteinhöhle; Q: Alter Pandelbach | Iberger Albertturm |
| Franzosenkopf (51° 42′ 8″ N, 10° 22′ 14″ O)                                                               | 0562,0                      | Südharz; NLP Harz                          | Lonau                                                          | GG-GÖ; GÖ                 | NI                   | | |
| Dietrichsberg (51° 48′ 46″ N, 10° 24′ 42″ O)                                                              | 0560 0                      | Oberharz; NRP Harz (NI)                    | Altenau, Schulenberg                                           | GG-GS; GS                 | NI                   | Okerstausee; Ravensklippen | |
| Thumkuhlenköpfe (Thumkuhlenkopf) Südwestkuppe: Mittlere Kuppe: Nordostkuppe: (51° 48′ 3″ N, 10° 43′ 1″ O) | 0559,1 0559,1 0530 0468,5 0 | Oberharz; NRP Harz/ST                      | Hasserode                                                      | HZ                        | ST                   | Thumkuhlenkopftunnel (Harzquerbahn) | |
| Gillenkopf (51° 36′ 35″ N, 10° 52′ 30″ O)                                                                 | 0558,2                      | Südharz; NRP Südharz                       | Birkenmoor, Breitenstein                                       | NDH, MSH                  | TH, ST               | Q: Bere; nahe: TSP Neustadt | |
| Hohegeißberg (51° 39′ 12″ N, 10° 38′ 47″ O)                                                               | 0558,1                      | Oberharz; NRP Harz (NI)                    | Hohegeiß Zorge                                                 | GS                        | NI                   | | |
| Ecksberg (51° 53′ 30″ N, 10° 17′ 22″ O)                                                                   | 0556,9                      | Oberharz; NRP Harz (NI)                    | Lautenthal                                                     | GG-GS; GS                 | NI                   | | |
| Kontorkopf (Höhenzug Hippeln) (51° 48′ 24″ N, 10° 42′ 41″ O)                                              | 0556,1                      | Oberharz; NLP Harz, NRP Harz/ST            | Wernigerode, Hasserode                                         | HZ                        | ST                   | nahe: Steinerne Renne | |
| Knieberg (51° 42′ 1″ N, 10° 30′ 36″ O)                                                                    | 0556,0                      | Oberharz; NRP Harz (NI)                    | Sankt Andreasberg, Silberhütte                                 | GS                        | NI                   | Roßtrappe (Felsformation/-klippen; Ostflanke) | |
| Wellbornskopf (51° 47′ 33″ N, 10° 45′ 33″ O)                                                              | 0555,1                      | Oberharz, NRP Harz/ST                      | Drei Annen Hohne, Hasserode, Nöschenrode                       | HZ                        | ST                   | TSP Zillierbachstausee | |
| Kloppstert (Klappstept), (Sieber) (51° 41′ 8″ N, 10° 25′ 1″ O)                                            | 0555 0                      | Südharz; NRP Harz (NI)                     | Sieber                                                         | GG-GÖ; GÖ                 | NI                   | nahe: NSG Siebertal | |
| Großer Staufenberg (51° 37′ 32″ N, 10° 38′ 8″ O)                                                          | 0554                        | Südharz; NRP Harz (NI)                     | Zorge                                                          | GG-GÖ; GÖ                 | NI                   | NSG Staufenberg; Q: Limbach | |
| Solberg (51° 37′ 33″ N, 10° 45′ 33″ O)                                                                    | 0552,9                      | Südharz; NRP Südharz                       | Netzkater, Rothesütte                                          | NDH                       | TH                   | | |
| Honigberg (51° 37′ 32″ N, 10° 44′ 31″ O)                                                                  | 0551,8                      | Südharz; NRP Südharz                       | Netzkater, Rothesütte                                          | NDH                       | TH                   | Q: Fuhrbach | |
| Ortberg (51° 47′ 0″ N, 10° 47′ 21″ O)                                                                     | 0550,1                      | Unterharz; NRP Harz/ST                     | Elbingerode                                                    | HZ                        | ST                   | Kunstbergschacht, Sendeturm; TSP Zillierbachstausee | |
| Kleiner Steierberg (51° 37′ 26″ N, 10° 42′ 16″ O)                                                         | 0548,9                      | Südharz; NRP Südharz                       | Rothesütte                                                     | NDH                       | TH                   | Pfaffenborn | |
| Stehlenberg (51° 36′ 47″ N, 10° 43′ 20″ O)                                                                | 0548,7                      | Südharz; NRP Südharz                       | Rothesütte, Sülzhayn                                           | NDH                       | TH                   | Q: Ellerbach, Q: Goldbrunnen | |
| Rabenkopf (51° 35′ 35″ N, 10° 48′ 21″ O)                                                                  | 0547,4                      | Südharz; NRP Südharz                       | Ilfeld, Netzkater                                              | NDH                       | TH                   | NSG Brandesbachtal (Nordflanke) | |
| Leckenkopf (51° 39′ 2″ N, 10° 51′ 32″ O)                                                                  | 0546,9                      | Unterharz; NRP Harz/ST                     | Stiege, Birkenmoor                                             | HZ, NDH                   | ST, TH               | | |
| Sachsenberg (51° 52′ 11″ N, 10° 34′ 29″ O)                                                                | 0546                        | Oberharz; NRP Harz (NI)                    | Bad Harzburg                                                   | GS                        | NI                   | Reste einer Wallanlage, Sachsenstein, nahe: Whs Sennhütte | |
| Eichelnkopf (51° 39′ 36″ N, 10° 23′ 41″ O)                                                                | 0545,7 0                    | Südharz; NRP Harz (NI)                     | Scharzfeld, Sieber                                             | GG-GÖ; GÖ                 | NI                   | Euleneiche, Q (nahe): Eichelbach (Eichelnbach), Q (nahe): Eichelngraben | Eichelnkopf (von Südwesten), rechts im Hintergrund der Große Knollen mit Aussichtsturm |
| Meineberg (Ilsenburg) (51° 51′ 13″ N, 10° 39′ 29″ O)                                                      | 0544,5                      | Oberharz; NLP Harz, NRP Harz/ST            | Ilsenburg                                                      | HZ                        | ST                   | Bäumlersklippe, Froschfelsen | |
| Pagelsburg (51° 40′ 20″ N, 10° 25′ 7″ O)                                                                  | 0540 0                      | Südharz; NRP Harz (NI)                     | Sieber                                                         | GG-GÖ; GÖ                 | NI                   | | |
| Butterberg (Ilfeld) (51° 36′ 57″ N, 10° 50′ 5″ O)                                                         | 0539,5                      | Südharz; NRP Südharz                       | Birkenmoor                                                     | NDH                       | TH                   | nahe: Bahnhof Eisfelder Talmühle (Harzquerbahn und Selketalbahn) | |
| Hagenberg (51° 36′ 38″ N, 10° 49′ 9″ O)                                                                   | 0538,6 0                    | Südharz; NRP Südharz                       | Christianenhaus                                                | NDH                       | TH                   | | |
| Großer Hornberg (51° 45′ 23″ N, 10° 46′ 17″ O)                                                            | 0537,6                      | Unterharz, NRP Harz/ST                     | Königshütte                                                    | HZ                        | ST                   | nahe: Haltepunkt Kalkwerk Hornberg (Rübelandbahn) | |
| Hohenstein (Sülzhayn) (51° 36′ 53″ N, 10° 42′ 30″ O)                                                      | 0536,3 0                    | Südharz; NRP Südharz                       | Sülzhayn                                                       | NDH                       | TH                   | Q: Ellerbach | |
| Kummelberg (Kummel) (51° 38′ 28″ N, 10° 28′ 11″ O)                                                        | 0536,0                      | Oberharz; NRP Harz (NI)                    | Bad Lauterberg                                                 | GG-GÖ; GÖ                 | NI                   | AT Bismarckturm Bad Lauterberg, Whs Kummelbaude | Bismarckturm Bad Lauterberg und Gaststätte auf dem Kummelberg (Kummel) |
| Kapitelsberg (Tanne) (51° 42′ 18″ N, 10° 45′ 5″ O)                                                        | 0535,7                      | Unterharz; NRP Harz/ST                     | Tanne                                                          | HZ                        | ST                   | nahe: NSG Harzer Bachtäler | |
| Eulenkopf (Giersberg-Nk) (51° 36′ 45″ N, 10° 44′ 42″ O)                                                   | 0534,5 0                    | Südharz; NRP Südharz                       | Netzkater, Rothesütte                                          | NDH                       | TH                   | | |
| Kleiner Brocken (Breitenstein) (51° 36′ 42″ N, 10° 55′ 51″ O)                                             | 0533,1                      | Unterharz; NRP Harz/ST                     | Breitenstein                                                   | MSH                       | ST                   | BPR Karstlandschaft Südharz; Q: Lude | |
| Mittelberg (Herrmannsacker) (51° 34′ 39″ N, 10° 52′ 40″ O)                                                | 0533,0                      | Südharz; NRP Südharz, NRP Harz/ST          | Herrmannsacker, Neustadt, Hainfeld                             | NDH, NDH, MSH             | TH, TH, ST           | nahe: BPR Karstlandschaft Südharz; TSP Neustadt | |
| Großer Mittelberg (Lonau) (51° 41′ 42″ N, 10° 21′ 54″ O)                                                  | 0531,0                      | Südharz; NLP Harz                          | Lonau                                                          | GG-GÖ; GÖ                 | NI                   | | Großer Mittelberg (links) mit dem Hirtenberg (rechts) im Panorama von Lonau |
| Großer Hengstrücken (Zwergsberg-Nk) (51° 36′ 48″ N, 10° 45′ 52″ O)                                        | 0530,8 0                    | Südharz; NRP Südharz                       | Netzkater, Rothesütte                                          | NDH                       | TH                   | | |
| Heidelberg (Neustadt) (51° 34′ 51″ N, 10° 51′ 46″ O)                                                      | 0527,5                      | Südharz; NRP Südharz                       | Neustadt, Birkenmoor                                           | NDH, NDH                  | TH, TH               | TSP Neustadt | |
| Fissenkenkopf (51° 41′ 7″ N, 10° 24′ 33″ O)                                                               | 0527,0                      | Südharz; NRP Harz (NI)                     | Sieber                                                         | GG-GÖ; GÖ                 | NI                   | nahe: NSG Siebertal | |
| Oberer Großer Balkenberg (…Bakenberg) (51° 55′ 29″ N, 10° 15′ 30″ O)                                      | 0526,4                      | Oberharz, NRP Harz (NI)                    | Hahausen                                                       | GG-GS; GS                 | NI                   | Q: Gr. Steimker Bach, Q: Hummecke | |
| Stahlberg (51° 44′ 46″ N, 10° 51′ 29″ O)                                                                  | 0525,2                      | Unterharz; NRP Harz/ST                     | Rübeland                                                       | HZ                        | ST                   | TSP Rappbodestausee Ex: Grube Stahlberg | |
| Bielstein (Wernigerode) (51° 49′ 6″ N, 10° 42′ 42″ O)                                                     | 0525 0                      | Oberharz; NRP Harz/ST                      | Wernigerode, Hasserode                                         | HZ                        | ST                   | nahe: Steinerne Renne | |
| Scheffeltalsköpfe (Großentalsköpfe-Nk) (51° 38′ 45″ N, 10° 26′ 22″ O)                                     | 0525                        | Südharz; NRP Harz (NI)                     | Bad Lauterberg                                                 | GG-GÖ; GÖ                 | NI                   | Q (nahe): Heibeek | |
| Steinberg (Hasserode) (51° 48′ 9″ N, 10° 44′ 31″ O)                                                       | 0525 0                      | Oberharz; NRP Harz/ST                      | Hasserode, Wernigerode                                         | HZ                        | ST                   | nahe: Elversstein | |
| Heiligenberg (Hohenstein-Nk) (51° 36′ 40″ N, 10° 42′ 34″ O)                                               | 0524,7 0                    | Südharz; NRP Südharz                       | Sülzhayn                                                       | NDH                       | TH                   | | |
| Burgbeil (51° 36′ 45″ N, 10° 55′ 4″ O)                                                                    | 0524,2                      | Unterharz; NRP Harz/ST                     | Breitenstein, Hainfeld                                         | MSH                       | ST                   | BPR Karstlandschaft Südharz; Q: Lude; Q (nahe): Katzsohlbach | |
| Hahnenberg (51° 53′ 29″ N, 10° 28′ 5″ O)                                                                  | 0520,3                      | Oberharz; NRP Harz (NI)                    | Goslar, Oker                                                   | GG-GÖ; GS                 | NI                   | Hauenschildklippe | |
| Eichenberg (Hasselfelde) (51° 43′ 22″ N, 10° 51′ 48″ O)                                                   | 0520                        | Unterharz; NRP Harz/ST                     | Hasselfelde                                                    | HZ                        | ST                   | NSG Eichenberg, nahe: Präzeptorklippe; TSP Rappbodestausee | |
| Käseberg (51° 38′ 18″ N, 10° 34′ 38″ O)                                                                   | 0520 0                      | Südharz; NRP Harz (NI)                     | Wieda                                                          | GÖ                        | NI                   | | |
| Steile Wand (s. a. Steile Wand am Bruchberg) (51° 40′ 30″ N, 10° 22′ 57″ O)                               | 0518,9                      | Südharz; NRP Harz (NI)                     | Herzberg, Sieber                                               | GG-GÖ; GÖ                 | NI                   | nahe: NSG Siebertal | |
| Großer Stemberg (51° 43′ 32″ N, 10° 53′ 48″ O)                                                            | 0517,1                      | Unterharz; NRP Harz/ST                     | Altenbrak, Hasselfelde                                         | HZ                        | ST                   | TSP Rappbodestausee, Oberbecken des PSW Wendefurth | |
| Sandlünz (51° 35′ 52″ N, 10° 47′ 49″ O)                                                                   | 0516,2                      | Südharz; NRP Südharz                       | Ilfeld, Netzkater                                              | NDH                       | TH                   | NSG Brandesbachtal (Nord- und Nordwestflanke), AP Dreitälerblick, Rabensteiner Stollen (Besucherbergwerk) | |
| Hartenberg (Elbingerode) (51° 47′ 24″ N, 10° 49′ 38″ O)                                                   | 0516,0                      | Unterharz; NRP Harz/ST                     | Elbingerode, Hartenberg                                        | HZ                        | ST                   | Hartenberg-Freizeitwohngebiet Büchenberg-Siedlung, Besucherbergwerk Erzgrube Büchenberg Q: Teufelsbach | |
| Langer Berg (Sülzhayn) (Langenberg-Nk) (51° 37′ 9″ N, 10° 39′ 49″ O)                                      | 0515,9                      | Südharz; NRP Südharz                       | Sülzhayn                                                       | NDH                       | TH                   | | |
| Bastkopf (51° 45′ 6″ N, 10° 44′ 31″ O)                                                                    | 0513,0                      | Unterharz, NRP Harz/ST                     | Königshütte, Neue Hütte                                        | HZ                        | ST                   | nahe: TSP Mandelholzstausee | |
| Kleiner Wiesenberg (51° 50′ 15″ N, 10° 25′ 36″ O)                                                         | 0512,5 0                    | Oberharz; NRP Harz (NI)                    | Schulenberg                                                    | GS                        | NI                   | | |
| Glockenberg (Altenau)51° 48′ 0″ N, 10° 26′ 34″ O                                                          | 512,0                       | Oberharz NRP Harz (NI)                     | Altenau                                                        | GS                        | NI                   | | |
| Kleiner Schumannsberg (51° 37′ 58″ N, 10° 48′ 45″ O)                                                      | 0512,0 0                    | Südharz; NRP Südharz                       | Haltepunkt Tiefenbachmühle, Sophienhof                         | NDH                       | TH                   | | |
| Kaulberg (51° 35′ 3″ N, 10° 48′ 11″ O)                                                                    | 0511,7                      | Südharz; NRP Südharz                       | Ilfeld                                                         | NDH                       | TH                   | | |
| Sattelkopf (s. a. Sattelköpfe) (51° 37′ 18″ N, 10° 45′ 59″ O)                                             | 0510,4                      | Südharz; NRP Südharz                       | Netzkater, Rothesütte                                          | NDH                       | TH                   | | |
| Gallenberg (Hasenberg-Nk) Westkuppe: Ostkuppe: (51° 49′ 32″ N, 10° 16′ 12″ O)                             | 0510 0510 0460,6            | Oberharz; NRP Harz (NI)                    | Wildemann                                                      | GS                        | NI                   | Wildemanntunnel (Gallenbergtunnel) (Innerstetalbahn) | |
| Rabensteine (s. a. Rabenstein bei Königshütte) (51° 42′ 27″ N, 10° 48′ 24″ O)                             | 0510                        | Unterharz; NRP Harz/ST                     | Hasselfelde                                                    | HZ                        | ST                   | nahe: Rabenklippen (Gr. und Kl. Rabenklippe); TSP Hasselvorsperre, TSP Rappbodevorsperre, TSP Rappbodestausee | |
| Steinköpfe (Friedrichsbrunn) Südkuppe: Nordkuppe: (51° 42′ 41″ N, 11° 2′ 10″ O)                           | 0507,6 0507,6 0488,0        | Ramberg; NRP Harz/ST                       | Friedrichsbrunn, Thale                                         | HZ                        | ST                   | | |
| Hoppelberg (Hasselfelde) (51° 42′ 27″ N, 10° 51′ 35″ O)                                                   | 0507,5                      | Unterharz-N; NRP Harz/ST                   | Hasselfelde                                                    | HZ                        | ST                   | Pullman City Harz (Westernstadt); TSP Hasselvorsperre, TSP Rappbodestausee | |
| Hilmersberg (51° 48′ 21″ N, 10° 46′ 30″ O)                                                                | 0507,0                      | Oberharz; NRP Harz/ST                      | Wernigerode, Elbingerode                                       | HZ                        | ST                   | | |
| Kesselberg (Heiligenstock-Sporn) (51° 37′ 25″ N, 10° 40′ 29″ O)                                           | 0507,0                      | Südharz; NRP Südharz                       | Sülzhayn                                                       | NDH                       | TH                   | | |
| Galgenberg (Elbingerode) (51° 46′ 25″ N, 10° 49′ 1″ O)                                                    | 0506,1                      | Unterharz; NRP Harz/ST                     | Elbingerode                                                    | HZ                        | ST                   | Wüstung Erdfelde, Kalksteinbruch | Galgenberg von Norden |
| Osterkopf (51° 37′ 40″ N, 10° 57′ 4″ O)                                                                   | 0505,9                      | Unterharz; NRP Harz/ST                     | Breitenstein, Friedrichshöhe, Harzine                          | MSH                       | ST                   | | |
| Knicking (51° 37′ 44″ N, 10° 34′ 34″ O)                                                                   | 0505 0                      | Südharz; NRP Harz (NI)                     | Wieda                                                          | GÖ                        | NI                   | | |
| Rotestein (Roter Stein) (51° 43′ 45″ N, 10° 52′ 54″ O)                                                    | 0505                        | Unterharz; NRP Harz/ST                     | Hasselfelde                                                    | HZ                        | ST                   | TSP Rappbodestausee | |
| Roter Schuss (Nk von Langem Berg) (51° 37′ 6″ N, 10° 39′ 24″ O)                                           | 0504,6                      | Südharz; NRP Südharz                       | Sülzhayn                                                       | NDH                       | TH                   | | |
| Ettersberg (51° 51′ 52″ N, 10° 33′ 50″ O)                                                                 | 0500,1                      | Oberharz; NLP Harz                         | Bad Harzburg                                                   | GS                        | NI                   | Ettersklippe, Forsthaus Radauberg, nahe: Whs Sennhütte | |
| Mittelecke (51° 39′ 47″ N, 10° 24′ 20″ O)                                                                 | 0500,1                      | Südharz; NRP Harz (NI)                     | Sieber, Bad Lauterberg                                         | GG-GÖ; GÖ                 | NI                   | Lübbersbuche, Q: Eichelbach (Eichelnbach), Q: Eichelngraben | |
| Rabenstein (s. a. Rabensteine bei Hasselfelde) (51° 45′ 8″ N, 10° 44′ 57″ O)                              | 0499,1                      | Unterharz, NRP Harz/ST                     | Königshütte                                                    | HZ                        | ST                   | Königshütter Wasserfall | |
| Peterstein (51° 47′ 34″ N, 10° 46′ 55″ O)                                                                 | 0498,0                      | Unterharz; NRP Harz/ST                     | Elbingerode, Nöschenrode                                       | HZ                        | ST                   | TSP Zillierbachstausee | |
| Großer Schumannsberg (51° 37′ 21″ N, 10° 48′ 29″ O)                                                       | 0497,2                      | Südharz; NRP Südharz                       | Sophienhof                                                     | NDH                       | TH                   | nahe: Bahnhof Eisfelder Talmühle (Harzquerbahn und Selketalbahn) | |
| Bockberg (51° 45′ 7″ N, 10° 45′ 35″ O)                                                                    | 0496,0                      | Unterharz, NRP Harz/ST                     | Königshütte, Neue Hütte                                        | HZ                        | ST                   | NSG Bockberg; nahe: TSP Königshütte | |
| Kleiner Ronneberg (s. a. Kl. Rönneberg) (51° 34′ 20″ N, 10° 54′ 40″ O)                                    | 0495,9                      | Unterharz; NRP Harz/ST                     | Hainfeld                                                       | MSH                       | ST                   | BPR Karstlandschaft Südharz, nahe: NSG Großer Ronneberg-Bielstein | |
| Eichenberg (Zorge) (51° 37′ 6″ N, 10° 36′ 13″ O)                                                          | 0495,1                      | Südharz; NRP Harz (NI)                     | Wieda, Zorge                                                   | GG-GÖ; GÖ                 | NI                   | | |
| Birkenkopf (Thale) (51° 42′ 59″ N, 11° 0′ 39″ O)                                                          | 0495 0                      | Ramberg; NRP Harz/ST                       | Thale, Friedrichsbrunn                                         | HZ                        | ST                   | nahe: NSG Bodetal, nahe: Dk Wilhelm Pfeils, unweit: Hexentanzplatz | |
| Kohlenberg (51° 44′ 5″ N, 10° 53′ 52″ O)                                                                  | 0495 0                      | Unterharz; NRP Harz/ST                     | Wendefurth                                                     | HZ                        | ST                   | TSP Rappbodestausee, TSP Stausee Wendefurth, Oberbecken des PSW Wendefurth | |
| Glockenberg (Goslar) (51° 52′ 53″ N, 10° 22′ 36″ O)                                                       | 0494,0                      | Oberharz; NRP Harz (NI)                    | Goslar                                                         | GS                        | NI                   | Margaretenklippen, nahe: Grube Glockenberg | |
| Totenkopf (51° 36′ 5″ N, 10° 44′ 10″ O)                                                                   | 0492,6 0                    | Südharz; NRP Südharz                       | Appenrode, Rothesütte                                          | NDH                       | TH                   | | |
| Großer Teichtalskopf (51° 40′ 36″ N, 10° 21′ 49″ O)                                                       | 0492 0                      | Südharz; NLP Harz, NRP Harz (NI)           | Herzberg, Lonau                                                | GG-GÖ; GÖ                 | NI                   | nahe: NSG Siebertal | Großer Teichtalskopf, von der Steilen Wand betrachtet |
| Ampenberg (51° 37′ 13″ N, 11° 0′ 31″ O)                                                                   | 0488,8                      | Unterharz; NRP Harz/ST                     | Straßberg, Breitenstein                                        | HZ                        | ST                   | | |
| Nickelsberg (51° 44′ 26″ N, 10° 52′ 47″ O)                                                                | 0488,2                      | Unterharz; NRP Harz/ST                     | Hasselfelde, Neuwerk                                           | HZ                        | ST                   | Tunnel der L 96; TSP Rappbodestausee, TSP Stausee Wendefurth | |
| Netzberg (51° 35′ 56″ N, 10° 46′ 49″ O)                                                                   | 0486,5                      | Südharz; NRP Südharz                       | Ilfeld, Netzkater                                              | NDH                       | TH                   | Dühringsklippe (Südostkuppe) | Blick vom „Gänseschnabel“ nordwestwärts über das Beretal zum Steinberg (mittig) und Netzberg (rechts)                                                                                             |
| Kohlberg (51° 38′ 12″ N, 10° 58′ 18″ O)                                                                   | 0486,2                      | Unterharz; NRP Harz/ST                     | Güntersberge                                                   | HZ                        | ST                   | Ruine Güntersburg nahe: Bergsee (Mühlteich) | |
| Eichenberg (Bad Harzburg) (51° 52′ 35″ N, 10° 34′ 38″ O)                                                  | 0485,8                      | Oberharz; NLP Harz; NRP Harz (NI)          | Bad Harzburg                                                   | GS                        | NI                   | | |
| Großer Burgberg (51° 52′ 18″ N, 10° 34′ 2″ O)                                                             | 0485 0                      | Oberharz; NRP Harz (NI)                    | Bad Harzburg                                                   | GS                        | NI                   | Ruine Harzburg, Canossasäule, Burgbergseilbahn | Großer Burgberg mit Talstation der Burgbergseilbahn |
| Heuer (51° 41′ 7″ N, 10° 21′ 7″ O)                                                                        | 0485 0                      | Südharz; NLP Harz                          | Lonau                                                          | GG-GÖ; GÖ                 | NI                   | Q Faulborn | |
| Voßtaler Berg (Vosstaler Berg) (51° 56′ 21″ N, 10° 16′ 28″ O)                                             | 0484,5                      | Oberharz, NRP Harz (NI)                    | Hahausen, Langelsheim                                          | GG-GS; GS                 | NI                   | Q: Kl. Steimker Bach | |
| Kühnenkopf (51° 48′ 53″ N, 10° 47′ 7″ O)                                                                  | 0480,8                      | Oberharz; NRP Harz/ST                      | Wernigerode                                                    | HZ                        | ST                   | | |
| Höhe (51° 32′ 13″ N, 11° 2′ 38″ O)                                                                        | 0479,2                      | Unterharz; NRP Harz/ST                     | Dietersdorf                                                    | MSH                       | ST                   | BPR Karstlandschaft Südharz | |
| La Viershöhe (51° 43′ 50″ N, 11° 1′ 0″ O)                                                                 | 0478,9                      | Ramberg; NRP Harz/ST                       | Allrode, Friedrichsbrunn, Thale                                | HZ                        | ST                   | AP La Viershöhe | |
| Bielstein (Hainfeld) Großer Bielstein: Kleiner Bielstein: (51° 33′ 45″ N, 10° 55′ 10″ O)                  | 0478,7 0478,7 0470,5        | Unterharz; NRP Harz/ST                     | Hainfeld, Rodishain                                            | MSH, NDH                  | ST, TH               | BPR Karstlandschaft Südharz, NSG Großer Ronneberg-Bielstein | |
| Steinbergkopf (51° 48′ 28″ N, 10° 44′ 11″ O)                                                              | 0478,5                      | Oberharz; NRP Harz/ST                      | Hasserode, Wernigerode                                         | HZ                        | ST                   | nahe: Elversstein | |
| Armeleuteberg (51° 48′ 59″ N, 10° 46′ 53″ O)                                                              | 0477,8                      | Oberharz; NRP Harz/ST                      | Wernigerode                                                    | HZ                        | ST                   | AT Kaiserturm, Whs Armeleuteberg | Kaiserturm auf dem Armeleuteberg |
| Kulmer Berg (51° 33′ 16″ N, 11° 0′ 13″ O)                                                                 | 0476,7                      | Unterharz; NRP Harz/ST                     | Schwenda                                                       | MSH                       | ST                   | BPR Karstlandschaft Südharz | |
| Pferdekopf (Stolberg) (51° 34′ 53″ N, 10° 57′ 53″ O)                                                      | 0476,3                      | Unterharz; NRP Harz/ST                     | Stolberg                                                       | MSH                       | ST                   | BPR Karstlandschaft Südharz, NSG Pferdekopf | |
| Schimmelshütchen (51° 36′ 16″ N, 10° 43′ 19″ O)                                                           | 0475,9 0                    | Südharz; NRP Südharz                       | Sülzhayn                                                       | NDH                       | TH                   | | |
| Katzenberg (51° 44′ 37″ N, 10° 46′ 12″ O)                                                                 | 0475,8                      | Unterharz; NRP Harz/ST                     | Königshütte                                                    | HZ                        | ST                   | nahe: Ruine Königsburg | |
| Elfenstein (51° 52′ 45″ N, 10° 31′ 38″ O)                                                                 | 0475 0                      | Oberharz; NRP Harz (NI)                    | Bad Harzburg                                                   | GG-GS; GS                 | NI                   | Elfenstein (Felsformation/-klippen) | |
| Ilsestein (Ilsenstein) (51° 50′ 48″ N, 10° 39′ 42″ O)                                                     | 0473,2                      | Oberharz; NLP Harz, NRP Harz/ST            | Ilsenburg                                                      | HZ                        | ST                   | Ex-Standort einer Trutzburg | Ilsestein (Foto um 1880–1890) |
| Unterer Großer Balkenberg (…Bakenberg) (51° 55′ 49″ N, 10° 14′ 48″ O)                                     | 0472,2                      | Oberharz, NRP Harz (NI)                    | Hahausen                                                       | GG-GS; GS                 | NI                   | Q: Hummecke | |
| Steinberg (Goslar) (51° 54′ 23″ N, 10° 24′ 20″ O)                                                         | 0472                        | Oberharz; NRP Harz (NI)                    | Steinberg                                                      | GS                        | NI                   | AT Steinbergturm, Sendeturm, nahe: TSP Granestausee | Aussichtsturm Steinbergturm auf dem Steinberg bei Goslar |
| Kuhberg (Hüttenrode) (51° 45′ 14″ N, 10° 54′ 53″ O)                                                       | 0469,2                      | Unterharz; NRP Harz/ST                     | Hüttenrode, Wendefurth                                         | HZ                        | ST                   | nahe: TSP Stausee Wendefurth | |
| Fenstermacherberg (51° 49′ 29″ N, 10° 49′ 35″ O)                                                          | 0466,5                      | Unterharz; NRP Harz/ST                     | Wernigerode                                                    | HZ                        | ST                   | | |
| Kleiner Dambachskopf (51° 42′ 52″ N, 11° 0′ 11″ O)                                                        | 0465,5                      | Ramberg; NRP Harz/ST                       | Thale, Treseburg                                               | HZ                        | ST                   | nahe: Q: Dambach | |
| Heibeeksköpfe (Heibeekskopf) Großer Heibeekskopf: Kleiner Heibeekskopf: (51° 38′ 20″ N, 10° 27′ 5″ O)     | 0465,2 0465,2 0440,1        | Südharz; NRP Harz (NI)                     | Bad Lauterberg                                                 | GG-GÖ; GÖ                 | NI                   | Q: Augenquelle, Q: Heibeek | |
| Großer Ronneberg (s. a. Gr. Rönneberg) (51° 33′ 19″ N, 10° 54′ 14″ O)                                     | 0465,2                      | Unterharz; NRP Harz/ST                     | Hainfeld, Herrmannsacker, Rodishain                            | MSH, NDH, NDH             | ST, TH, TH           | BPR Karstlandschaft Südharz, NSG Großer Ronneberg-Bielstein | |
| Sülzberg (51° 36′ 56″ N, 10° 41′ 23″ O)                                                                   | 0464,8 0                    | Südharz; NRP Südharz                       | Sülzhayn                                                       | NDH                       | TH                   | | |
| Scharfenstein (Wernigerode) (51° 48′ 35″ N, 10° 47′ 54″ O)                                                | 0462,4                      | Oberharz; NRP Harz/ST                      | Wernigerode                                                    | HZ                        | ST                   | Scharfensteinklippe | |
| Hegersberg (51° 35′ 48″ N, 10° 44′ 47″ O)                                                                 | 0461,6                      | Südharz; NRP Südharz                       | Appenrode                                                      | NDH                       | TH                   | | |
| Ochsenkopf (51° 35′ 57″ N, 10° 45′ 38″ O)                                                                 | 0460,3 0                    | Südharz; NRP Südharz                       | Netzkater                                                      | NDH                       | TH                   | Q: Leimbach | |
| Langenberg (Neudorf) (51° 36′ 15″ N, 11° 5′ 17″ O)                                                        | 0458,8                      | Unterharz; NRP Harz/ST                     | Neudorf                                                        | HZ                        | ST                   | nahe: Kalbsaugenteich | |
| Heimberg (Güntersberge) (51° 39′ 2″ N, 10° 59′ 38″ O)                                                     | 0458,4                      | Unterharz, NRP Harz/ST                     | Güntersberge                                                   | HZ                        | ST                   | Burgstall Heimberg | |
| Hexentanzplatz (51° 43′ 52″ N, 11° 1′ 35″ O)                                                              | 0457,7                      | Unterharz; NRP Harz/ST                     | Thale, Königsruhe                                              | HZ                        | ST                   | NSG Bodetal, Bodetal-Seilbahn, Berghotel, Bergtheater Thale, Museum Walpurgishalle, Sachsenwall-Reste, Sommerrodelbahn, Tierpark | Blick zum östlich des Bodetals gelegenen Hexentanzplatz |
| Scharfenberg (51° 36′ 4″ N, 10° 43′ 5″ O)                                                                 | 0457,6 0                    | Südharz; NRP Südharz                       | Sülzhayn                                                       | NDH                       | TH                   | | |
| Hoher Kopf (nnö. von Questenberg) (51° 30′ 51″ N, 11° 7′ 46″ O)                                           | 0457,0                      | Unterharz; NRP Harz/ST                     | Breitenbach, Rotha, Questenberg                                | MSH                       | ST                   | BPR Karstlandschaft Südharz, NSG Gipskarstlandschaft Questenberg; Q: Dinsterbach, Q: Nasse | |
| Schieferberg (Neuwerk) (51° 44′ 52″ N, 10° 53′ 42″ O)                                                     | 0456,2                      | Unterharz; NRP Harz/ST                     | Hüttenrode, Neuwerk, Wendefurth                                | HZ                        | ST                   | NSG Schieferberg; TSP Stausee Wendefurth | |
| Hirschbuchenkopf (51° 38′ 17″ N, 11° 1′ 56″ O)                                                            | 0456,1                      | Unterharz; NRP Harz/ST                     | Güntersberge, Siptenfelde, Straßberg                           | HZ                        | ST                   | NSG Oberes Selketal | |
| Großer Dambachskopf (51° 42′ 55″ N, 10° 59′ 38″ O)                                                        | 0454,3                      | Ramberg; NRP Harz/ST                       | Thale, Treseburg                                               | HZ                        | ST                   | nahe: NSG Bodetal, nahe: Dk Wilhelm Pfeils, Försterei Dambachhaus | |
| Königsberg (Goslar) (51° 54′ 3″ N, 10° 23′ 47″ O)                                                         | 0454 0                      | Oberharz; NRP Harz (NI)                    | Goslar                                                         | GS                        | NI                   | TSP Granestausee | Königsberg mit Granestausee |
| Kirchhofsberg (51° 44′ 7″ N, 10° 54′ 35″ O)                                                               | 0452,3                      | Unterharz; NRP Harz/ST                     | Wendefurth                                                     | HZ                        | ST                   | TSP Stausee Wendefurth, Oberbecken des PSW Wendefurth | |
| Kapitelsberg (Darlingerode) (51° 50′ 3″ N, 10° 42′ 52″ O)                                                 | 0452,2                      | Oberharz; NRP Harz/ST                      | Darlingerode, Wernigerode                                      | HZ                        | ST                   | | |
| Dankeröder Berg (51° 35′ 42″ N, 11° 6′ 57″ O)                                                             | 0449,2                      | Unterharz; NRP Harz/ST                     | Dankerode, Neudorf                                             | HZ                        | ST                   | Q (nahe): Schmale Wipper | |
| Hübichenstein (51° 49′ 12″ N, 10° 14′ 6″ O)                                                               | 0448,5                      | Oberharz; NRP Harz (NI)                    | Bad Grund                                                      | GÖ                        | NI                   | Dk Kaiser Wilhelm I. mit bronzenem Adler auf dem Gipfel | ??? |
| Steinköpfe (Benneckenrode) (51° 44′ 29″ N, 10° 59′ 26″ O)                                                 | 0446,1                      | Unterharz; NRP Harz/ST                     | Benneckenrode, Thale, Treseburg                                | HZ                        | ST                   | NSG Steinköpfe, nahe: Bibrakreuz | |
| Wendefurther Berg (51° 44′ 51″ N, 10° 55′ 16″ O)                                                          | 0446,1                      | Unterharz; NRP Harz/ST                     | Wendefurth                                                     | HZ                        | ST                   | nahe: TSP Stausee Wendefurth | |
| Stapenberg (51° 49′ 33″ N, 10° 50′ 50″ O)                                                                 | 0443,4                      | Oberharz; NRP Harz/ST                      | Benzingerode                                                   | HZ                        | ST                   | | |
| Kleiner Romke (51° 51′ 36″ N, 10° 28′ 28″ O)                                                              | 0441,7                      | Oberharz; NRP Harz (NI)                    | Goslar, Schulenberg                                            | GS                        | NI                   | Romkerhaller Wasserfall, nahe: Königreich Romkerhall (Whs, Hotel und Restaurant), nahe: Wkw Romkerhalle | Romkerhaller Wasserfall am Kleinen Romke |
| Silberkopf (51° 35′ 24″ N, 10° 46′ 5″ O)                                                                  | 0441,4                      | Südharz; NRP Südharz                       | Ilfeld                                                         | NDH                       | TH                   | Q: Silberbach | |
| Roßtrappenberg (51° 44′ 22″ N, 11° 1′ 1″ O)                                                               | 0438,7 0                    | Unterharz; NRP Harz/ST                     | Thale, Königsruhe                                              | HZ                        | ST                   | nahe: Bibrakreuz, NSG Bodetal, Roßtrappe (Klippe), Sessellift Thale, Winzenburg (Ex-Fliehburg), AT Winzenburgturm, Berghotel Rosstrappe | Blick vom Hexentanzplatz zum Roßtrappenberg mit Felsklippe Roßtrappe und unterhalb davon gelegenem Bodetal mit Ansiedlung Königsruhe                                                              |
| Harburg (51° 49′ 6″ N, 10° 47′ 20″ O)                                                                     | 0438,2                      | Oberharz; NRP Harz/ST                      | Wernigerode                                                    | HZ                        | ST                   | Burgstall Harburg, Whs (derzeit stillgelegt), früher Bismarckdenkmal Wernigerode | Blick vom Kühnenkopf zum Berg Harburg mit Schloss Wernigerode auf dem Burgberg im Hintergrund |
| Kleiner Burgberg (51° 52′ 28″ N, 10° 33′ 57″ O)                                                           | 0436,5 0                    | Oberharz; NRP Harz (NI)                    | Bad Harzburg                                                   | GS                        | NI                   | Ruine Kleine Harzburg | |
| Armsberg (Wendefurth) (51° 44′ 15″ N, 10° 55′ 38″ O)                                                      | 0435,2                      | Unterharz; NRP Harz/ST                     | Wendefurth                                                     | HZ                        | ST                   | nahe: TSP Stausee Wendefurth | |
| Staufenberg (51° 47′ 35″ N, 10° 55′ 12″ O)                                                                | 0433,8                      | Unterharz; NRP Harz/ST                     | Blankenburg                                                    | HZ                        | ST                   | Bahnhof Michaelstein (Rübelandbahn), nahe: Ex Bielsteintunnel (Rübelandbahn) | |
| Eichberg (Straßberg) (51° 36′ 50″ N, 11° 3′ 52″ O)                                                        | 0430,6                      | Unterharz; NRP Harz/ST                     | Straßberg                                                      | HZ                        | ST                   | | |
| Sösekopf (Sösenkopf) (51° 44′ 6″ N, 10° 18′ 54″ O)                                                        | 0423,1                      | Oberharz, NRP Harz (NI)                    | Osterode                                                       | GÖ                        | NI                   | TSP Sösestausee | |
| Hausberg (s. a. Großer Hausberg) (51° 37′ 52″ N, 10° 27′ 47″ O)                                           | 0420 0                      | Oberharz; NRP Harz (NI)                    | Bad Lauterberg                                                 | GÖ                        | NI                   | Burgruine Lutterberg, Burgseilbahn Bad Lauterberg, Whs Berggaststätte Hausberg | Der Hausberg mit Burgseilbahn Bad Lauterberg |
| Kleiner Staufenberg (51° 37′ 22″ N, 10° 37′ 46″ O)                                                        | 0420                        | Südharz; NRP Harz (NI)                     | Zorge                                                          | GG-GÖ; GÖ                 | NI                   | NSG Staufenberg, ND Jungfernklippe, KD Staufenburg | |
| Eichenberg (Blankenburg) (51° 47′ 34″ N, 10° 55′ 47″ O)                                                   | 0416,0                      | Unterharz; NRP Harz/ST                     | Blankenburg                                                    | HZ                        | ST                   | AT Wilhelm-Raabe-Warte | Aussichtsturm Wilhelm-Raabe-Warte auf dem Eichenberg |
| Staufenbüttel (51° 35′ 21″ N, 10° 31′ 37″ O)                                                              | 0408,1                      | Südharz; NRP Harz (NI)                     | Bad Sachsa, Steina                                             | GÖ                        | NI                   | Sendeturm | |
| Ziegenkopf (51° 47′ 18″ N, 10° 56′ 3″ O)                                                                  | 0406,1 0                    | Unterharz; NRP Harz/ST                     | Blankenburg, Hüttenrode                                        | HZ                        | ST                   | AT Ziegenkopfturm, Whs Ziegenkopf | Ziegenkopfturm und Berggaststätte auf dem Ziegenkopf |
| Bielstein (Blankenburg) (51° 47′ 8″ N, 10° 55′ 54″ O)                                                     | 0405 0                      | Unterharz; NRP Harz/ST                     | Blankenburg                                                    | HZ                        | ST                   | nahe: Ex Bielsteintunnel (Rübelandbahn), nahe: Bielsteinklippe | |
| Schloßberg (51° 34′ 12″ N, 10° 50′ 15″ O)                                                                 | 0402,9                      | Südharz; NRP Südharz                       | Neustadt                                                       | NDH                       | TH                   | Burgruine Hohnstein | Burgruine Hohnstein auf dem Schloßberg |
| Forstköpfe (51° 35′ 43″ N, 10° 43′ 18″ O)                                                                 | 0402,4                      | Südharz; NRP Südharz                       | Werna                                                          | NDH                       | TH                   | | |
| Ramsenberg (51° 33′ 48″ N, 11° 18′ 25″ O)                                                                 | 0400,6                      | Mansfelder L.; NRP Harz/ST                 | Friesdorf, Gorenzen, Grillenberg, Wippra                       | MSH                       | ST                   | BPR Karstlandschaft Südharz, nahe: Pferdeköpfe-Pass; Q: Hagenbach, Q: Sengelbach | |
| Großer Mittelberg (Ellrich) (51° 36′ 38″ N, 10° 39′ 40″ O)                                                | 0400,1                      | Südharz; NRP Südharz                       | Ellrich, Sülzhayn                                              | NDH                       | TH                   | | |
| Schalkenburg (51° 39′ 41″ N, 11° 8′ 1″ O)                                                                 | 0400,1                      | Unterharz; NRP Harz/ST                     | Alexisbad, Mägdesprung                                         | HZ                        | ST                   | Köthener Hütte (Schutzhütte auf dem Kapellenfelsen), NSG Oberes Selketal | |
| Frauenstein (51° 37′ 49″ N, 10° 24′ 50″ O)                                                                | 0400                        | Südharz; NRP Harz (NI)                     | Scharzfeld                                                     | GG-GÖ; GÖ                 | NI                   | auf Nachbar-Bergsporn: Burgruine Scharzfels | |
| Großer Hausberg (s. a. Hausberg) (51° 40′ 9″ N, 11° 11′ 34″ O)                                            | 0397,9                      | Oberharz; NRP Harz/ST                      | Mägdesprung, Meisdorf                                          | HZ                        | ST                   | Burgruine Anhalt, NSG Oberes Selketal | Fundament des Bergfrieds der Burg Anhalt auf dem Großen Hausberg |
| Agnesberg (51° 49′ 48″ N, 10° 47′ 56″ O)                                                                  | 0395,1                      | Oberharz; NRP Harz/ST                      | Wernigerode                                                    | HZ                        | ST                   | Altar der Wahrheit, nahe, auf dem Burgberg: Schloss Wernigerode | |
| Salzberg (51° 48′ 20″ N, 10° 53′ 58″ O)                                                                   | 0394,4                      | Unterharz; NRP Harz/ST                     | Blankenburg                                                    | HZ                        | ST                   | nahe: Kloster Michaelstein; Q: Schmerlenbach | |
| Müncheberg (51° 35′ 22″ N, 10° 44′ 46″ O)                                                                 | 0392,5                      | Südharz; NRP Südharz                       | Appenrode                                                      | NDH                       | TH                   | | |
| Hagedornsberg (51° 43′ 20″ N, 10° 58′ 35″ O)                                                              | 0391,1 0                    | Unterharz; NRP Harz/ST                     | Treseburg                                                      | Harz                      | ST                   | nahe: Bodetal, nahe: Sonnenklippe | |
| Brandköpfe (51° 38′ 4″ N, 10° 24′ 4″ O)                                                                   | 0391                        | Südharz; NRP Harz (NI)                     | Scharzfeld                                                     | GG-GÖ; GÖ                 | NI                   | ND Einhornhöhle | |
| Braunkohlberg (Braunekohlberg) (51° 49′ 18″ N, 10° 46′ 20″ O)                                             | 0388,0 0                    | Oberharz; NRP Harz/ST                      | Hasserode, Wernigerode                                         | HZ                        | ST                   | | |
| Burgberg (Herrmannsacker) (51° 33′ 15″ N, 10° 52′ 49″ O)                                                  | 0387,5 0                    | Südharz; NRP Südharz                       | Herrmannsacker                                                 | NDH                       | TH                   | Ruine Ebersburg | Bergfried der Ebersburg auf dem Burgberg |
| Zankköpfe (51° 35′ 32″ N, 10° 43′ 28″ O)                                                                  | 0387,1                      | Südharz; NRP Südharz                       | Werna                                                          | NDH                       | TH                   | | |
| Großer Dörnsenberg (51° 36′ 38″ N, 10° 39′ 7″ O)                                                          | 0386,4                      | Südharz; NRP Südharz                       | Ellrich                                                        | NDH                       | TH                   | | |
| Heidberg (51° 36′ 28″ N, 10° 40′ 24″ O)                                                                   | 0386,2                      | Südharz; NRP Südharz                       | Ellrich, Sülzhayn                                              | NDH                       | TH                   | | |
| Eichberg (Wippra) (51° 34′ 22″ N, 11° 13′ 1″ O)                                                           | 0385,0 0                    | Unterharz                                  | Hayda, Wippra                                                  | MSH                       | ST                   | nahe: TSP Stausee Wippra | |
| Heimberg (Braunschwende) (51° 35′ 18″ N, 11° 13′ 39″ O)                                                   | 0383,7                      | Unterharz                                  | Braunschwende                                                  | MSH                       | ST                   | | |
| Butterberg (Bad Lauterberg) (51° 36′ 48″ N, 10° 27′ 19″ O)                                                | 0379                        | Harzvorland-S                              | Bad Lauterberg                                                 | GÖ                        | NI                   | Süd- und Südostflanke: NSG Butterberg/Hopfenbusch, Sendemast, Wasserbehälter | |
| Amelungskopf (51° 49′ 22″ N, 10° 46′ 57″ O)                                                               | 0378,6                      | Oberharz; NRP Harz/ST                      | Wernigerode                                                    | HZ                        | ST                   | Zwölfmorgentalschanzen | |
| Hohe Warte (51° 41′ 20″ N, 11° 12′ 33″ O)                                                                 | 0375 0                      | Mansfelder L.; NRP Harz/ST                 | Ballenstedt                                                    | HZ                        | ST                   | Ex: Wartturm-Standort | |
| Sackberg (51° 36′ 32″ N, 10° 41′ 40″ O)                                                                   | 0374,4 0                    | Südharz; NRP Südharz                       | Sülzhayn                                                       | NDH                       | TH                   | | |
| Pufferberg (51° 32′ 21″ N, 11° 21′ 41″ O)                                                                 | 0373,3                      | Unterharz; NRP Harz/ST                     | Annarode, Pölsfeld                                             | MSH                       | ST                   | BPR Karstlandschaft Südharz, NSG Gipskarstlandschaft Pölsfeld | |
| Ziegenberg (Braunschwende) (51° 35′ 18″ N, 11° 12′ 49″ O)                                                 | 0371,2                      | Unterharz                                  | Braunschwende                                                  | MSH                       | ST                   | NSG Ziegenberg | |
| Schloßkopf (Neustadt) (51° 34′ 28″ N, 10° 49′ 30″ O)                                                      | 0371,1                      | Südharz; NRP Südharz                       | Neustadt                                                       | NDH                       | TH                   | | |
| Hirschplatte (51° 40′ 20″ N, 11° 14′ 23″ O)                                                               | 0364,2                      | Mansfelder L.; NRP Harz/ST                 | Mägdesprung, Meisdorf, Pansfelde                               | HZ                        | ST                   | nahe: NSG Selketal, nahe: Burgstall Alter Falkenstein | |
| Mühlberg (51° 35′ 32″ N, 10° 44′ 17″ O)                                                                   | 0363,8                      | Südharz; NRP Südharz                       | Appenrode                                                      | NDH                       | TH                   | | |
| Eichenberg (Herrmannsacker) (51° 32′ 52″ N, 10° 53′ 53″ O)                                                | 0363,2                      | Südharz; NRP Südharz                       | Herrmannsacker                                                 | NDH                       | TH                   | nahe: TSP Iberg (HWR) | |
| Kleiner Teichtalskopf (51° 40′ 5″ N, 10° 21′ 34″ O)                                                       | 0362 0                      | Südharz; NLP Harz, NRP Harz (NI)           | Herzberg                                                       | GG-GÖ; GÖ                 | NI                   | NSG Siebertal | |
| Königskopf (51° 31′ 37″ N, 10° 54′ 32″ O)                                                                 | 0357,7                      | Alter Stolberg; NRP Südharz                | Stempeda                                                       | NDH                       | TH                   | NSG Alter Stolberg | Spatenberg (links) und Königskopf (rechts) mit Dorf Stempeda im Vordergrund |
| Kakemieke (Kakemike) (51° 49′ 53″ N, 10° 45′ 19″ O)                                                       | 0356,4 0                    | Oberharz; NRP Harz/ST                      | Wernigerode                                                    | HZ                        | ST                   | | |
| Burgberg (Stecklenberg) (51° 43′ 36″ N, 11° 4′ 50″ O)                                                     | 0356,1 0                    | Ramberg; NRP Harz/ST                       | Stecklenberg                                                   | HZ                        | ST                   | Kleine und Große Ruine Lauenburg, nahe: Ruine Stecklenburg, nahe: Geroldsklippen | Bergfried der Kleinen Lauenburg auf dem Burgberg |
| Burgberg (Gernrode) (51° 40′ 31″ N, 11° 8′ 0″ O)                                                          | 0355 0                      | Ramberg; NRP Harz/ST                       | Gernrode, Mägdesprung                                          | HZ                        | ST                   | Ruine Heinrichsburg | |
| Mettenberg (Nk von Hoher Warte) (51° 41′ 15″ N, 11° 13′ 13″ O)                                            | 0355 0                      | Mansfelder L.; NRP Harz/ST                 | Meisdorf                                                       | HZ                        | ST                   | | |
| Heimberg (Wolfshagen) (51° 54′ 43″ N, 10° 19′ 36″ O)                                                      | 0352,5 0                    | Oberharz, NRP Harz/NI                      | Wolfshagen                                                     | GG-GS; GS                 | NI                   | Ex-Diabas-Steinbruch | |
| Calviusberg (51° 46′ 58″ N, 10° 57′ 15″ O)                                                                | 0352,4                      | Unterharz; NRP Harz/ST                     | Blankenburg                                                    | HZ                        | ST                   | Ruine Luisenburg | |
| Hoher Kopf (Roßla) (51° 29′ 7″ N, 11° 3′ 29″ O)                                                           | 0351,1                      | Unterharz; NRP Harz/ST                     | Roßla, Breitungen                                              | MSH                       | ST                   | BPR Karstlandschaft Südharz, NSG Gipskarstlandschaft Questenberg, nahe: Bauerngraben; nahe: Sendeturm | |
| Buchholzer Berg (51° 32′ 20″ N, 10° 51′ 14″ O)                                                            | 0350,0                      | Rüdigsdorfer S.; NRP Südharz               | Buchholz, Petersdorf                                           | NDH                       | TH                   | | |
| Kleiner Mittelberg (51° 36′ 31″ N, 10° 39′ 25″ O)                                                         | 0346,2                      | Südharz; NRP Südharz                       | Ellrich, Sülzhayn                                              | NDH                       | TH                   | | |
| Römerstein (51° 34′ 32″ N, 10° 31′ 28″ O)                                                                 | 0345,0                      | Südharz; NRP Harz (NI)                     | Bad Sachsa, Nüxei, Tettenborn                                  | GÖ                        | NI                   | NSG Weißensee und Steinatal (mit Nussteich, Weißensee und Steinatal) | |
| Burgberg (Wernigerode); (Agnesberg-Nk) (51° 49′ 49″ N, 10° 47′ 42″ O)                                     | 0345 0                      | Oberharz; NRP Harz/ST                      | Wernigerode                                                    | HZ                        | ST                   | Schloss Wernigerode | Koloriertes Schwarzweißfoto: Burgberg mit Schloss Wernigerode (zwischen 1890 und 1905) |
| Ratskopf (51° 49′ 50″ N, 10° 45′ 43″ O)                                                                   | 0343,2 0                    | Oberharz; NRP Harz/ST                      | Wernigerode                                                    | HZ                        | ST                   | | |
| Steinberg (51° 38′ 22″ N, 10° 22′ 58″ O)                                                                  | 0341 0                      | Oberharz; NRP Harz (NI)                    | Scharzfeld                                                     | GÖ                        | NI                   | Steinkirche Scharzfeld (Höhle) | |
| Hohe Linde (Grillenberg) (51° 32′ 3″ N, 11° 19′ 40″ O)                                                    | 0340,6                      | Unterharz; NRP Harz/ST                     | Grillenberg, Obersdorf, Pölsfeld                               | MSH                       | ST                   | BPR Karstlandschaft Südharz, NSG Gipskarstlandschaft Pölsfeld | |
| Geiersberg (51° 29′ 19″ N, 11° 0′ 47″ O)                                                                  | 0339,8                      | Unterharz; NRP Harz/ST                     | Breitungen, Rosperwenda, Uftrungen                             | MSH                       | ST                   | nahe: NSG Gipskarstlandschaft Questenberg | |
| Langenberg (Walkenried) (51° 34′ 18″ N, 10° 39′ 34″ O)                                                    | 03390                       | Südharz; NRP Harz (NI), NRP Südharz        | Walkenried, Ellrich                                            | GÖ, NDH                   | NI, TH               | Sendeturm, nahe: NSG Gipskarstlandschaft Bad Sachsa und Walkenried, nahe: NSG Itelteich, nahe: NSG Juliushütte; nahe: Itelteich | |
| Falkenstein (Pansfelde) (51° 40′ 48″ N, 11° 14′ 23″ O)                                                    | 0335,6                      | Mansfelder L.; NRP Harz/ST                 | Mägdesprung, Meisdorf, Pansfelde                               | HZ                        | ST                   | Burgstall Alter Falkenstein | |
| Kohnstein (51° 32′ 26″ N, 10° 44′ 6″ O)                                                                   | 0334,9                      | Südharz; NRP Südharz                       | Herreden, Hörningen, Krimderode, Niedersachswerfen, Nordhausen | NDH                       | TH                   | Bergbau, Mahn- und Gedenkstätte Mittelbau-Dora | Der Kohnstein bei Niedersachswerfen (1945) |
| Blankenstein (51° 47′ 12″ N, 10° 57′ 18″ O)                                                               | 0334 0                      | Unterharz; NRP Harz/ST                     | Blankenburg                                                    | HZ                        | ST                   | Schloss Blankenburg | Blick von Blankenburg zum Schloss Blankenburg auf dem Blankenstein |
| Hoher Kopf (ö. von Questenberg) (51° 29′ 40″ N, 11° 7′ 47″ O)                                             | 0332,0                      | Unterharz; NRP Harz/ST                     | Hainrode, Questenberg                                          | MSH                       | ST                   | BPR Karstlandschaft Südharz, NSG Gipskarstlandschaft Questenberg | |
| Heidelberg (Blankenburg) (Teil der Teufelsmauer) (51° 47′ 8″ N, 10° 58′ 16″ O)                            | 0331,5                      | Unterharz; NRP Harz/ST                     | Blankenburg                                                    | HZ                        | ST                   | Teufelsmauer (mit Großvater- und Großmutterfelsen) | |
| Reesberg (51° 29′ 45″ N, 10° 56′ 51″ O)                                                                   | 0325,2                      | Alter Stolberg; NRP Südharz, NRP Harz/ST   | Uftrungen, Urbach                                              | NDH MSH                   | TH ST                | NSG Gipskarstlandschaft Heimkehle, Gipshöhle Heimkehle | |
| Alte Burg (Alteburg) (Gernrode) (s. a. die Alte Burg) (51° 43′ 22″ N, 11° 10′ 7″ O)                       | 0325 0                      | Ramberg; NRP Harz/ST                       | Gernrode, Rieder                                               | HZ                        | ST                   | Burgstall Alte Burg, NSG Alte Burg | |
| Butterberg (Bad Harzburg) (51° 53′ 17″ N, 10° 34′ 15″ O)                                                  | 0325 0                      | Harzvorland-N                              | Bad Harzburg                                                   | GS                        | NI                   | NSG Butterberggelände; Sendeturm | |
| Junkerberg (51° 32′ 24″ N, 10° 41′ 39″ O)                                                                 | 0324,0                      | Harzvorland-S; NRP Südharz                 | Hörningen, Mauderode                                           | NDH                       | TH                   | | |
| Weidenberg (51° 32′ 16″ N, 10° 49′ 18″ O)                                                                 | 0322,9                      | Rüdigsdorfer S.; NRP Südharz               | Rüdigsdorf                                                     | NDH                       | TH                   | NSG Rüdigsdorfer Schweiz | |
| Himmelsberg (Harztor) (51° 34′ 0″ N, 10° 43′ 33″ O)                                                       | 0321,9                      | Harzvorland-S; NRP Südharz                 | Appenrode, Niedersachswerfen, Woffleben                        | NDH                       | TH                   | NSG Himmelsberg bei Woffleben, Die Klippe, Kunzenklippe | |
| Ankenberg (51° 29′ 37″ N, 11° 11′ 17″ O)                                                                  | 0321,1                      | Unterharz; NRP Harz/ST                     | Drebsdorf, Großleinungen, Hainrode                             | MSH                       | ST                   | BPR Karstlandschaft Südharz, NSG Gipskarstlandschaft Questenberg | |
| Kleiner Balkenberg (…Bakenberg) (51° 56′ 22″ N, 10° 14′ 18″ O)                                            | 0321,1                      | Oberharz, NRP Harz (NI)                    | Hahausen                                                       | GG-GS; GS                 | NI                   | | |
| Sattelköpfe (s. a. Sattelkopf) (51° 32′ 37″ N, 10° 42′ 58″ O)                                             | 0320,7                      | Harzvorland-S; NRP Südharz                 | Hörningen, Woffleben                                           | NDH                       | TH                   | NSG Sattelköpfe (Hörninger Kuppen) | |
| Ölbergshöhe (51° 43′ 20″ N, 11° 7′ 12″ O)                                                                 | 0320,6                      | Mansfelder L.; NRP Harz/ST                 | Bad Suderode, Gernrode                                         | HZ                        | ST                   | AT Preußenturm (Ex: Thomas-Müntzer-Turm; auf dem Schwedderberg) | |
| Großer Buchberg (51° 28′ 29″ N, 11° 11′ 21″ O)                                                            | 0320,4                      | Unterharz; NRP Harz/ST                     | Drebsdorf, Wallhausen                                          | MSH                       | ST                   | BPR Karstlandschaft Südharz | Blick vom Süden zum Großen Buchberg |
| Falkenstein (Meisdorf) (51° 40′ 54″ N, 11° 15′ 54″ O)                                                     | 0320                        | Mansfelder L.; NRP Harz/ST                 | Mägdesprung, Meisdorf, Pansfelde                               | HZ                        | ST                   | Burg Falkenstein | Burg Falkenstein auf dem Falkenstein |
| Sandkopf (51° 34′ 53″ N, 10° 45′ 11″ O)                                                                   | 0317,6                      | Südharz; NRP Südharz                       | Appenrode                                                      | NDH                       | TH                   | | |
| Harzrigi (Petersdorfer Berg) (51° 31′ 38″ N, 10° 49′ 9″ O)                                                | 0316,6                      | Rüdigsdorfer S.; NRP Südharz               | Petersdorf                                                     | NDH                       | TH                   | Whs Harz-Rigi, Sendeturm | |
| Ziegenberg (Heimburg) (51° 49′ 27″ N, 10° 53′ 51″ O)                                                      | 0315,7                      | Harzvorland-N; NRP Harz/ST                 | Benzingerode, Heimburg                                         | HZ                        | ST                   | NSG Ziegenberg bei Heimburg | |
| Mühlberg (Niedersachswerfen) (51° 33′ 36″ N, 10° 45′ 38″ O)                                               | 0315,5                      | Harzvorland-S; NRP Südharz                 | Niedersachswerfen                                              | NDH                       | TH                   | NSG Mühlberg; Tanzteich | |
| Burgberg (Ilfeld) (51° 34′ 46″ N, 10° 47′ 5″ O)                                                           | 0312,9                      | Südharz; NRP Südharz                       | Ilfeld                                                         | NDH                       | TH                   | Ruine Ilburg | Koloriertes Schwarzweißfoto: Burgberg mittig in Ilfeld (um 1900) |
| Burgberg (Grillenberg) (51° 32′ 4″ N, 11° 18′ 51″ O)                                                      | 0312,5                      | Unterharz; NRP Harz/ST                     | Grillenberg                                                    | MSH                       | ST                   | BPR Karstlandschaft Südharz, NSG Gipskarstlandschaft Pölsfeld; Ruine Grillenburg | |
| Eichenberg (Petersdorf) (51° 31′ 34″ N, 10° 49′ 56″ O)                                                    | 0310,7                      | Rüdigsdorfer S.; NRP Südharz               | Petersdorf                                                     | NDH                       | TH                   | | |
| Schlößchenkopf (Sangerhausen) (51° 29′ 34″ N, 11° 16′ 15″ O)                                              | 0310,3                      | Unterharz; NRP Harz/ST                     | Lengefeld, Sangerhausen                                        | MSH                       | ST                   | BPR Karstlandschaft Südharz; AT Moltkewarte | Aussichtsturm Moltkewarte auf dem Schlößchenkopf |
| Hoppelberg (Langenstein) (51° 50′ 32″ N, 11° 0′ 7″ O)                                                     | 0307,9                      | Harzvorland-N; NRP Harz/ST                 | Börnecke, Langenstein                                          | HZ                        | ST                   | NSG Hoppelberg | |
| Butterberg (Sangerhausen) (51° 28′ 59″ N, 11° 14′ 56″ O)                                                  | 0307,6                      | Unterharz; NRP Harz/ST                     | Großleinungen, Sangerhausen                                    | MSH                       | ST                   | BPR Karstlandschaft Südharz | |
| Großer Ziegenberg (Ballenstedt) (51° 42′ 37″ N, 11° 14′ 2″ O)                                             | 0306,1 0                    | Mansfelder L.; NRP Harz/ST                 | Ballenstedt                                                    | HZ                        | ST                   | TSP Kunstteich Ballenstedt, TSP Hirschteich, Schulungszentrum Großer Ziegenberg | |
| Struvenberg (51° 49′ 41″ N, 10° 53′ 26″ O)                                                                | 0305,7                      | Harzvorland-N; NRP Harz/ST                 | Benzingerode, Heimburg                                         | HZ                        | ST                   | Burgstall Struvenburg, NSG Ziegenberg bei Heimburg | Blick vom Ziegenberg zum Struvenberg mit dem Naturschutzgebiet Ziegenberg bei Heimburg |
| Friedrichshohenberg (51° 42′ 21″ N, 11° 19′ 28″ O)                                                        | 0305,3                      | Mansfelder L.; NRP Harz/ST                 | Endorf, Ermsleben, Meisdorf, Neuplatendorf                     | HZ                        | ST                   | NSG Friedrichshohenberg | |
| Karrberg (51° 50′ 59″ N, 10° 43′ 10″ O)                                                                   | 0304,1                      | Oberharz; NRP Harz/ST                      | Darlingerode, Drübeck                                          | HZ                        | ST                   | | Baumgruppe auf dem Karrberg (Blick von Westen) |
| Langenberg (Bad Harzburg) (51° 54′ 8″ N, 10° 30′ 33″ O)                                                   | 0304 0                      | Nordharz;                                  | Harlingerode, Göttingerode, Schlewecke                         | GS                        | NI                   | | |
| Eichenberg (Ilfeld) (51° 34′ 44″ N, 10° 47′ 38″ O)                                                        | 0303,1                      | Südharz; NRP Südharz                       | Ilfeld                                                         | NDH                       | TH                   | | |
| Kuhberg (Rüdigsdorf) (51° 32′ 14″ N, 10° 49′ 6″ O)                                                        | 0302,7                      | Rüdigsdorfer S.; NRP Südharz               | Rüdigsdorf                                                     | NDH                       | TH                   | NSG Rüdigsdorfer Schweiz | |
| Pfennigsberg (51° 31′ 47″ N, 10° 49′ 48″ O)                                                               | 0300,3                      | Rüdigsdorfer S.; NRP Südharz               | Petersdorf                                                     | NDH                       | TH                   | | |
| Butterberg (Osterode) (51° 43′ 57″ N, 10° 16′ 10″ O)                                                      | 0300                        | Oberharz                                   | Osterode                                                       | GÖ                        | NI                   | Butterbergtunnel (B 241), nahe: Alte Burg | |
| Bornberg (51° 32′ 30″ N, 10° 49′ 26″ O)                                                                   | 0295,5                      | Rüdigsdorfer S.; NRP Südharz               | Rüdigsdorf                                                     | NDH                       | TH                   | NSG Rüdigsdorfer Schweiz | |
| Lichte Höhe (51° 32′ 30″ N, 10° 48′ 18″ O)                                                                | 0295,5                      | Rüdigsdorfer S.; NRP Südharz               | Rüdigsdorf                                                     | NDH                       | TH                   | | |
| Regenstein (51° 48′ 47″ N, 10° 57′ 44″ O)                                                                 | 0293,9                      | Harzvorland-N; NRP Harz/ST                 | Blankenburg, Heimburg                                          | HZ                        | ST                   | Burgruine Regenstein | Blick vom Ziegenberg mit Dorf Heimburg im Vordergrund zur Burgruine Regenstein auf Nordwestsporn des Regensteins                                                                                  |
| Austberg (Augsberg/Augstberg) (51° 50′ 16″ N, 10° 51′ 35″ O)                                              | 0291,9                      | Harzvorland-N; NRP Harz/ST                 | Benzingerode                                                   | HZ                        | ST                   | AT Austbergturm (Augs-/Augstbergturm) | Blick von Südosten über Benzingerode hinweg zum Austberg mit dem Austbergturm |
| Zinkenberg (51° 30′ 39″ N, 10° 52′ 5″ O)                                                                  | 0290,5                      | Alter Stolberg; NRP Südharz                | Leimbach, Steigerthal                                          | NDH                       | TH                   | | |
| Haardtberg (51° 29′ 3″ N, 11° 8′ 50″ O)                                                                   | 0286,8                      | Unterharz; NRP Harz/ST                     | Kleinleinungen, Wickerode                                      | MSH                       | ST                   | BPR Karstlandschaft Südharz, NSG Gipskarstlandschaft Questenberg | |
| Armsberg (Wickerode) (51° 29′ 4″ N, 11° 7′ 45″ O)                                                         | 0281,8                      | Unterharz; NRP Harz/ST                     | Questenberg, Wickerode                                         | MSH                       | ST                   | BPR Karstlandschaft Südharz, NSG Gipskarstlandschaft Questenberg | |
| Hohe Linde (Sangerhausen) (51° 29′ 35″ N, 11° 17′ 25″ O)                                                  | 0281,1                      | Unterharz; NRP Harz/ST                     | Sangerhausen                                                   | MSH                       | ST                   | BPR Karstlandschaft Südharz | |
| Burgberg (Heimburg) (51° 49′ 38″ N, 10° 54′ 39″ O)                                                        | 0280,9 0                    | Harzvorland-N; NRP Harz/ST                 | Heimburg                                                       | HZ                        | ST                   | Ruine Heimburg (Alteburg, Altenburg) | |
| Burgberg (Questenberg) (51° 29′ 45″ N, 11° 7′ 8″ O)                                                       | 0280                        | Unterharz; NRP Harz/ST                     | Questenberg                                                    | MSH                       | ST                   | BPR Karstlandschaft Südharz, NSG Gipskarstlandschaft Questenberg; Burgruine Questenberg; nahe: Queste | Blick von der Queste zum Burgberg mit Burgruine Questenberg (vorne) und Südhang des Hohen Kopfs (hinten)                                                                                          |
| Butterberg (Ilsenburg) (51° 51′ 42″ N, 10° 41′ 56″ O)                                                     | 0280 0                      | Harzvorland-N; NRP Harz/ST                 | Ilsenburg, Drübeck                                             | HZ                        | ST                   | | |
| Distelkopf (Schableite) (51° 29′ 18″ N, 10° 57′ 45″ O)                                                    | 0278,9                      | Alter Stolberg; NRP Südharz, NRP Harz/ST   | Urbach, Uftrungen                                              | NDH MSH                   | TH ST                | nahe: NSG Gipskarstlandschaft Heimkehle, nahe: Gipshöhle Heimkehle; Q: Lohbach | |
| Stöckey (51° 32′ 22″ N, 10° 47′ 40″ O)                                                                    | 0277,8                      | Rüdigsdorfer S.; NRP Südharz               | Krimderode                                                     | NDH                       | TH                   | NSG Rüdigsdorfer Schweiz | |
| Glockenstein (51° 32′ 51″ N, 10° 47′ 32″ O)                                                               | 0273,2                      | Rüdigsdorfer S.; NRP Südharz               | Niedersachswerfen                                              | NDH                       | TH                   | | |
| Danielskopf (51° 31′ 58″ N, 10° 47′ 57″ O)                                                                | 0272,6                      | Rüdigsdorfer S.; NRP Südharz               | Krimderode                                                     | NDH                       | TH                   | NSG Rüdigsdorfer Schweiz | |
| Stahlsberg (51° 42′ 52″ N, 11° 15′ 32″ O)                                                                 | 0270,6 0                    | Mansfelder L.; NRP Harz/ST                 | Ballenstedt, Opperode                                          | HZ                        | ST                   | AT Bismarckturm Ballenstedt | |
| Lustberg (51° 51′ 23″ N, 10° 45′ 56″ O)                                                                   | 0267,5                      | Harzvorland-N; NRP Harz/ST                 | Wernigerode, Charlottenlust                                    | HZ                        | ST                   | | |
| Iberg (Herrmannsacker) (51° 32′ 6″ N, 10° 54′ 4″ O)                                                       | 0265                        | Südharz; NRP Südharz                       | Herrmannsacker                                                 | NDH                       | TH                   | TSP Iberg (HWR) | |
| Sichelberg (51° 31′ 39″ N, 10° 47′ 32″ O)                                                                 | 0263,0                      | Rüdigsdorfer S.; NRP Südharz               | Krimderode, (Ellersiedlung)                                    | NDH                       | TH                   | NSG Rüdigsdorfer Schweiz | |
| Großer Rönneberg (s. a. Gr. Ronneberg) (51° 49′ 1″ N, 11° 0′ 31″ O)                                       | 0257,6                      | Harzvorland-N; NRP Harz/ST                 | Blankenburg, Börnecke                                          | HZ                        | ST                   | | |
| Brommelsberg (51° 31′ 7″ N, 10° 49′ 22″ O)                                                                | 0256,3                      | Rüdigsdorfer S.; NRP Südharz               | Nordhausen                                                     | NDH                       | TH                   | | |
| Saßberg (51° 54′ 9″ N, 10° 42′ 4″ O)                                                                      | 0256,0                      | Harzvorland-N; NRP Harz/ST                 | Stapelburg, Veckenstedt                                        | HZ                        | ST                   | | |
| Kirchberg (51° 32′ 40″ N, 10° 46′ 38″ O)                                                                  | 0252,9                      | Rüdigsdorfer S.; NRP Südharz               | Niedersachswerfen                                              | NDH                       | TH                   | | |
| Bückeberg (51° 44′ 2″ N, 11° 8′ 19″ O)                                                                    | 0250,0                      | Harzvorland-N; NRP Harz/ST                 | Gernrode, Rieder                                               | HZ                        | ST                   | Ex: Kalksteinbruch, Sendeturm | |
| Münchenberg (51° 44′ 22″ N, 11° 6′ 22″ O)                                                                 | 0247,3                      | Harzvorland-N; NRP Harz/ST                 | Bad Suderode, Neinstedt, Stecklenberg                          | HZ                        | ST                   | NSG Münchenberg | |
| Kuhberg (Krimderode) (51° 31′ 22″ N, 10° 47′ 32″ O)                                                       | 0245,5                      | Rüdigsdorfer S.; NRP Südharz               | Krimderode, (Ellersiedlung)                                    | NDH                       | TH                   | | |
| Gegensteine Große Gegensteine: Kleine Gegensteine: (51° 44′ 12″ N, 11° 13′ 33″ O)                         | 0243,6 0243,6 02300         | Harzvorland-N; NRP Harz/ST                 | Badeborn, Ballenstedt                                          | HZ                        | ST                   | NSG Gegensteine–Schierberg, Felsen mit AP, nahe: Flugplatz Ballenstedt | |
| Schierberge (51° 43′ 58″ N, 11° 12′ 22″ O)                                                                | 0243,0 0                    | Harzvorland-N; NRP Harz/ST                 | Ballenstedt, Rieder                                            | HZ                        | ST                   | NSG Gegensteine–Schierberg, nahe: Roseburg, (mit AT, Schlosspark, Wasserkaskade) | |
| Burgberg, (Ermsleben) (51° 42′ 52″ N, 11° 20′ 50″ O)                                                      | 0236,2                      | Mansfelder L.; NRP Harz/ST                 | Endorf, Ermsleben, Meisdorf, Neuplatendorf                     | HZ                        | ST                   | Konradsburg | Blick von Westen zum Burgberg mit der Konradsburg |
| Kleiner Rönneberg (s. a. Kl. Ronneberg) (51° 48′ 50″ N, 11° 0′ 52″ O)                                     | 0231,9                      | Harzvorland-N; NRP Harz/ST                 | Blankenburg, Börnecke                                          | HZ                        | ST                   | | |
| Tierstein (im Osterholz) (51° 50′ 12″ N, 10° 56′ 17″ O)                                                   | 0230,4                      | Harzvorland-N; NRP Harz/ST                 | Heimburg, Langenstein                                          | HZ                        | ST                   | Thyrstein (Felsformation/-klippen) | |
| Thekenberge (Kalte Warte) (51° 51′ 6″ N, 11° 1′ 20″ O)                                                    | 0230 0                      | Harzvorland-N; NRP Harz/ST                 | Börnecke, Halberstadt, Harsleben, Langenstein                  | HZ                        | ST                   | Gläserner Mönch (Sandsteinfelsen), NSG Harslebener Berge und Steinholz, Gedenkstätte Langenstein-Zwieberge | Blick vom Gläsernen Mönch auf den Thekenbergen nach Halbstadt mit Höhenzug Huy im Hintergrund |
| Seweckenberge (51° 46′ 12″ N, 11° 12′ 34″ O)                                                              | 0214,8                      | Harzvorland-N; NRP Harz/ST                 | Badeborn, Quedlinburg                                          | HZ                        | ST                   | AT Seweckenwarte, Ruine Gersdorfer Burg | |
| Ruhmberg (51° 45′ 52″ N, 11° 15′ 15″ O)                                                                   | 0196,0                      | Harzvorland-N; NRP Harz/ST                 | Badeborn                                                       | HZ                        | ST                   | Kriegerdenkmal (Deutsch-Französischer Krieg) | |
| Langer Berg (Quedlinburg) (51° 47′ 59″ N, 11° 5′ 22″ O)                                                   | 0195,5                      | Harzvorland-N; NRP Harz/ST                 | Quedlinburg, Westerhausen                                      | HZ                        | ST                   | | |
| Klusberge (51° 51′ 53″ N, 11° 4′ 11″ O)                                                                   | 0192,4                      | Harzvorland-N; NRP Harz/ST                 | Halberstadt                                                    | HZ                        | ST                   | | |
| Königstein (Westerhausen) (51° 48′ 40,3″ N, 11° 3′ 17,9″ O)                                               | 0189,0                      | Harzvorland-N; NRP Harz/ST                 | Westerhausen                                                   | HZ                        | ST                   | Kamelfelsen, evtl. Steinzeit-Kultstätte | Blick von Westerhausen zum Königstein |
| Lasterberg (Lästerberg) (51° 48′ 23″ N, 11° 2′ 36″ O)                                                     | 0188,8                      | Harzvorland-N; NRP Harz/ST                 | Westerhausen                                                   | HZ                        | ST                   | | |
| Kuckucksberg (51° 47′ 59″ N, 11° 3′ 57″ O)                                                                | 0186 0                      | Harzvorland-N; NRP Harz/ST                 | Westerhausen                                                   | HZ                        | ST                   | Tiergehege Westerhausen | |
| Mittelsteine (Weddersleben) (Teil der Teufelsmauer) (51° 45′ 40″ N, 11° 4′ 31″ O)                         | 0185,2 0                    | Unterharz; NRP Harz/ST                     | Weddersleben                                                   | HZ                        | ST                   | Teufelsmauer, NSG Teufelsmauer und Bode nordöstlich Thale | |
| Königstein (Weddersleben) (Teil der Teufelsmauer) (51° 45′ 28,6″ N, 11° 4′ 56,8″ O)                       | 0184,5 0                    | Unterharz; NRP Harz/ST                     | Weddersleben                                                   | HZ                        | ST                   | Teufelsmauer, NSG Teufelsmauer und Bode nordöstlich Thale | Blick etwa von Ostsüdosten über diagonal verlaufende Bode hinweg zur Teufelsmauer mit dem Königstein und den dahinter gelegenen Mittelsteinen; links liegt Neinstedt und rechts Weddersleben      |
| Spiegelsberge (51° 52′ 14″ N, 11° 2′ 15″ O)                                                               | 0180,3                      | Harzvorland-N; NRP Harz/ST                 | Halberstadt                                                    | HZ                        | ST                   | AT Belvedere, Schloss Spiegelsberge mit Gröninger Fass, Spiegel-Mausoleum, Tiergarten Halberstadt | Aussichtsturm Belvedere auf den Spiegelsbergen |
| Jätchenberg (51° 48′ 47″ N, 11° 2′ 47″ O)                                                                 | 0178,1                      | Harzvorland-N; NRP Harz/ST                 | Westerhausen                                                   | HZ                        | ST                   | | |
| Blankenburger Kopf (Teil der Spiegelsberge) (51° 52′ 32″ N, 11° 2′ 2″ O)                                  | 0177,9                      | Harzvorland-N; NRP Harz/ST                 | Halberstadt                                                    | HZ                        | ST                   | AT Bismarckturm Halberstadt | |

## Berge und Erhebungen mit fehlenden Höhen
Dies sind Berge/Erhebungen, deren Höhen noch nicht gefunden/recherchiert sind:
| Berg, Erhebung, Ausläufer                         | Höhe (m) | Harzteil/Harz- vorlandteil; NLP, NRP | Lage Ortschaften (bei/zwischen) | GG; Land- kreis/e (s. u.) | Land/ Länder (s. u.) | Ort von (Sehenswürdigkeiten; Gewässer/-quellen); (Lage in/an: BPR, NSG) | Bild |
| ------------------------------------------------- | -------- | ------------------------------------ | ------------------------------- | ------------------------- | -------------------- | ----------------------------------------------------------------------- | ---- |
| Burgberg (Neustadt) (51° 33′ 48″ N, 10° 51′ 0″ O) | 0??? 0   | Südharz; NRP Südharz                 | Neustadt                        | NDH                       | TH                   | Ruine Heinrichsburg                                                     |      |
| Harzburg (51° 35′ 19″ N, 10° 45′ 26″ O)           | 0??? 0   | Südharz; NRP Südharz                 | Appenrode, Ilfeld               | NDH                       | TH                   | nahe: Whs Braunsteinhaus                                                |      |

## Abkürzungen
Die in der Tabelle verwendeten Abkürzungen (alphabetisch sortiert) bedeuten:
Landkreise (Kfz-Kennzeichen):
- GÖ = Landkreis Göttingen (Niedersachsen)
- GS = Landkreis Goslar (Niedersachsen)
- HZ = Landkreis Harz (Sachsen-Anhalt)
- MSH = Landkreis Mansfeld-Südharz (Sachsen-Anhalt)
- NDH = Landkreis Nordhausen (Thüringen)

Gemeindefreie Gebiete (GG):
- GG-GÖ = GG Harz im Landkreis Göttingen
- GG-GS = GG Harz im Landkreis Goslar

Länder (Bundesländer; ISO 3166-2):
- NI = Niedersachsen
- ST = Sachsen-Anhalt
- TH = Thüringen

Staaten:
- BRD = Bundesrepublik Deutschland
- DDR = Deutsche Demokratische Republik
- UdSSR = Union der Sozialistischen Sowjetrepubliken

Nationalpark
- NLP Harz = Nationalpark Harz

Naturparke:
- NRP Harz (NI) = Naturpark Harz (Niedersachsen)
- NRP Harz/ST = Naturpark Harz/Sachsen-Anhalt
- NRP Südharz = Naturpark Südharz

Sonstiges:
- AP = Aussichtsplattform / Aussichtspunkt
- AT = Aussichtsturm
- B = Bundesstraße
- BND = Bundesnachrichtendienst
- BPR = Biosphärenreservat
- BW = Bundeswehr (BRD)
- Dk = Denkmal
- Ex = ehemalig
- GG = Gemeindefreies Gebiet
- Gr = Große, Großer
- GRU = Glawnoje Raswedywatelnoje Uprawlenije (UdSSR)
- HWR = Hochwasserrückhaltebecken
- IC = United States Intelligence Community
- JH = Jugendherberge
- KD = Kulturdenkmal
- Kl = Kleine, Kleiner
- L = Landesstraße
- Mansfelder L. = Mansfelder Land
- MfS = Ministerium für Staatssicherheit (Stasi; DDR)
- N = Norden, nördlich
- ND = Naturdenkmal
- Nk = Nebenkuppe
- NLP = Nationalpark
- NNO/nnö = Nordnordosten, nordnordöstlich
- O/ö = Osten, östlich
- NRP = Naturpark
- NSG = Naturschutzgebiet
- PSW = Pumpspeicherkraftwerk (Pumpspeicherwerk)
- Rüdigsdorfer S. = Rüdigsdorfer Schweiz
- Q = Quelle
- S = Süden, südlich
- s. a. = siehe auch
- TSP = Talsperre
- Whs = Wirtshaus (Gaststätte, Restaurant)
- Wkw = Wasserkraftwerk
- WT = Wasserturm